# Lista de episódios de Detective Conan
Episódios: 001 - Atual
| 1ª TEMPORADA (1996) - Episódios 001~042    | 1ª TEMPORADA (1996) - Episódios 001~042                                                                   | 1ª TEMPORADA (1996) - Episódios 001~042 |
| #####                                      | TÍTULO TRADUZIDO                                                                                          | Estreia                                 |
| ------------------------------------------ | --- | --------------------------------------- |
| 001                                        | O Caso do Assassinato na Montanha-Russa!                                                                  | 08/01/1996                              |
| 002                                        | O Caso do Sequestro da Filha do Presidente da Companhia!                                                  | 15/01/1996                              |
| 003                                        | O Caso do Assassinato no Quarto da Super Estrela!                                                         | 22/01/1996                              |
| 004                                        | O Caso do Mapa Codificado da Cidade!                                                                      | 29/01/1996                              |
| 005                                        | O Caso da Bomba no Trem-Bala!                                                                             | 05/02/1996                              |
| 006                                        | (Filler) O Caso do Assassinato no Dia dos Namorados!                                                      | 12/02/1996                              |
| 007                                        | O Caso dos Presentes e Ameaças Mensais!                                                                   | 19/02/1996                              |
| 008                                        | O Assassinato do Dono da Galeria de Arte!                                                                 | 26/02/1996                              |
| 009                                        | O Caso do Assassinato no Festival Noturno Tenkaichi!                                                      | 04/03/1996                              |
| 010                                        | O Caso da Chantagem do Jogador de Futebol!                                                                | 11/03/1996                              |
| 011                                        | (Especial 1h) O Caso do Assassinato do Piano Sonata!                                                      | 08/04/1996                              |
| 012                                        | O Caso do Sequestro de Ayumi-Chan!                                                                        | 15/04/1996                              |
| 013                                        | O Estranho Caso do Assassinato da Pessoa Procurada!                                                       | 22/04/1996                              |
| 014                                        | (Filler) O Caso Misterioso da Mensagem do Atirador!                                                       | 29/04/1996                              |
| 015                                        | O Misterioso Caso do Cadáver Desaparecido!                                                                | 13/05/1996                              |
| 016                                        | O Caso do Assassinato do Colecionador de Antiguidades!                                                    | 20/05/1996                              |
| 017                                        | (Filler) O Caso do Roubo no Shopping Center!                                                              | 27/05/1996                              |
| 018                                        | O Caso do Assassinato da Noiva de Junho!                                                                  | 03/06/1996                              |
| 019                                        | (Filler) O Caso do Assassinato no Elevador!                                                               | 10/06/1996                              |
| 020                                        | O Caso do Assassinato na Mansão Assombrada!                                                               | 17/06/1996                              |
| 021                                        | (Filler) O Caso do Assassinato do Drama da TV!                                                            | 24/06/1996                              |
| 022                                        | O Caso dos Assassinatos em Série no Cruzeiro! (Parte 1)                                                   | 01/07/1996                              |
| 023                                        | O Caso dos Assassinatos em Série no Cruzeiro! (Parte 2)                                                   | 08/07/1996                              |
| 024                                        | (Filler) O Misterioso Caso da Bela Mulher com Amnésia!                                                    | 15/07/1996                              |
| 025                                        | (Filler) O Caso do Falso Sequestro!                                                                       | 22/07/1996                              |
| 026                                        | (Filler) O Caso de Assassinato do Cão John!                                                               | 29/07/1996                              |
| 027                                        | O Caso do Assassinato na Reunião de Kogorou! (Parte 1)                                                    | 05/08/1996                              |
| 028                                        | O Caso do Assassinato na Reunião de Kogorou! (Parte 2)                                                    | 12/08/1996                              |
| 029                                        | (Filler) O Caso do Assassinato no Computador!                                                             | 19/08/1996                              |
| 030                                        | (Filler) O Caso do Assassinato do Álibi Testemunhado!                                                     | 26/08/1996                              |
| 031                                        | O Caso do Assassinato na Emissora de TV!                                                                  | 02/09/1996                              |
| 032                                        | O Caso do Assassinato na Cafetaria!                                                                       | 09/09/1996                              |
| 033                                        | (Filler) O Caso de Sobrevivência dos Jovens Detectives!                                                   | 14/10/1996                              |
| 034                                        | O Caso do Assassino Enfaixado da Vila da Montanha! (Parte 1)                                              | 21/10/1996                              |
| 035                                        | O Caso do Assassino Enfaixado da Vila da Montanha! (Parte 2)                                              | 28/10/1996                              |
| 036                                        | (Filler) O Caso do Assassinato na Segunda-Feira, 730 da Noite!                                            | 04/11/1996                              |
| 037                                        | (Filler) O Caso do Assassinato da Flor de Cactus!                                                         | 11/11/1996                              |
| 038                                        | O Caso do Assassinato na Vila Akaoni!                                                                     | 18/11/1996                              |
| 039                                        | O Caso do Assassinato da Herdeira Rica! (Parte 1)                                                         | 25/11/1996                              |
| 040                                        | O Caso do Assassinato da Herdeira Rica! (Parte 2)                                                         | 02/12/1996                              |
| 041                                        | (Filler) O Caso do Corte da Bandeira do Campeonato!                                                       | 09/12/1996                              |
| 042                                        | O Caso do Assassinato no Karaoke!                                                                         | 16/12/1996                              |
| 2ª TEMPORADA (1997) - Episódios 043~085    | |                                         |
| #####                                      | TÍTULO TRADUZIDO                                                                                          | Estreia                                 |
| 043                                        | O Caso do Sequestro de Edogawa Conan!                                                                     | 13/01/1997                              |
| 044                                        | (Filler) O Caso do Assassinato dos Três Irmãos Hotta!                                                     | 20/01/1997                              |
| 045                                        | (Filler) O Caso do Assassinato da Máscara Facial!                                                         | 27/01/1997                              |
| 046                                        | O Caso do Assassinato na Casa da Montanha Nevada!                                                         | 03/02/1997                              |
| 047                                        | (Filler) O Caso do Assassinato no Clube Desportivo!                                                       | 10/02/1997                              |
| 048                                        | O Caso do Assassinato do Diplomata (Parte 1)                                                              | 17/02/1997                              |
| 049                                        | O Caso do Assassinato do Diplomata (Parte 2)                                                              | 24/02/1997                              |
| 050                                        | O Caso do Assassinato na Biblioteca!                                                                      | 03/03/1997                              |
| 051                                        | (Filler) O Caso de Assassinato no Campo de Golfe!                                                         | 10/03/1997                              |
| 052                                        | (Especial 1h) O Caso de Assassinato da Lenda de Kiritengu!                                                | 17/03/1997                              |
| 053                                        | (Filler) O Caso de Assassinato da Arma Misteriosa!                                                        | 07/04/1997                              |
| 054                                        | O Caso de Assassinato na Companhia de Jogos!                                                              | 14/04/1997                              |
| 055                                        | (Filler) O Caso de Assassinato do Truque no Comboio!                                                      | 21/04/1997                              |
| 056                                        | (Filler) O Caso de Assassinato na Ojamanbou!                                                              | 28/04/1997                              |
| 057                                        | O Caso de Assassinato dos Fanáticos por Holmes (Parte 1)                                                  | 05/05/1997                              |
| 058                                        | O Caso de Assassinato dos Fanáticos por Holmes (Parte 2)                                                  | 12/05/1997                              |
| 059                                        | (Filler) O Caso de Assassinato do Primeiro Serviço!                                                       | 19/05/1997                              |
| 060                                        | O Caso de Assassinato do Ilustrador!                                                                      | 26/05/1997                              |
| 061                                        | (Filler) O Caso de Assassinato do Navio Fantasma! (Parte 1)                                               | 02/06/1997                              |
| 062                                        | (Filler) O Caso de Assassinato do Navio Fantasma! (Parte 2)                                               | 09/06/1997                              |
| 063                                        | O Caso de Assassinato do Grande Monstro Gomera!                                                           | 16/06/1997                              |
| 064                                        | (Filler) O Caso de Assassinato da Terceira Impressão Digital!                                             | 23/06/1997                              |
| 065                                        | (Filler) O Caso de Sequestro do Caranguejo e da Baleia!                                                   | 30/06/1997                              |
| 066                                        | (Filler) O Caso de Assassinato na Rua Escura!                                                             | 07/07/1997                              |
| 067                                        | (Filler) O Caso de Assassinato da Atriz Teatral!                                                          | 14/07/1997                              |
| 068                                        | O Caso de Assassinato do Barão da Noite! (O Caso)                                                         | 21/07/1997                              |
| 069                                        | O Caso de Assassinato do Barão da Noite! (A Suspeita)                                                     | 28/07/1997                              |
| 070                                        | O Caso de Assassinato do Barão da Noite! (A Solução)                                                      | 04/08/1997                              |
| 071                                        | (Filler) O Caso de Assassinato do Perseguidor!                                                            | 11/08/1997                              |
| 072                                        | O Caso de Assassinato na Casa de Verão dos Trigêmeos!                                                     | 18/08/1997                              |
| 073                                        | (Filler) O Caso do Desastre dos Garotos Detectives!                                                       | 25/08/1997                              |
| 074                                        | (Filler) O Caso de Assassinato do Deus da Morte Jinnai!                                                   | 01/09/1997                              |
| 075                                        | O Caso de Assassinato do Presidente da Companhia de Empréstimos!                                          | 08/09/1997                              |
| 076                                        | (Especial 1h) Conan vs. Kaitou Kid!                                                                       | 22/09/1997                              |
| 077                                        | O Caso de Assassinato em Série da Família Distinta (Parte 1)                                              | 20/10/1997                              |
| 078                                        | O Caso de Assassinato em Série da Família Distinta (Parte 2)                                              | 27/10/1997                              |
| 079                                        | (Filler) O Caso de Assassinato no Assalto ao Banco!                                                       | 03/11/1997                              |
| 080                                        | (Filler) O Caso de Assassinato do Artista Andarilho!                                                      | 10/11/1997                              |
| 081                                        | O Caso do Sequestro da Cantora Famosa! (Parte 1)                                                          | 17/11/1997                              |
| 082                                        | O Caso do Sequestro da Cantora Famosa! (Parte 2)                                                          | 24/11/1997                              |
| 083                                        | (Filler) O Caso de Assassinato no Hospital Geral!                                                         | 01/12/1997                              |
| 084                                        | O Caso de Assassinato na Cabana de Esqui! (Parte 1)                                                       | 08/12/1997                              |
| 085                                        | O Caso de Assassinato na Cabana de Esqui! (Parte 2)                                                       | 15/12/1997                              |
| 3ª TEMPORADA (1998) - Episódios 086~128    | |                                         |
| #####                                      | TÍTULO TRADUZIDO                                                                                          | Estreia                                 |
| 086                                        | O Caso da Localização do Sequestro!                                                                       | 12/01/1998                              |
| 087                                        | (Filler) O Caso de Assassinato da Retribuição da Garça!                                                   | 19/011/998                              |
| 088                                        | (Filler) O Caso de Assassinato na Mansão Drácula! (Parte 1)                                               | 26/01/1998                              |
| 089                                        | (Filler) O Caso de Assassinato na Mansão Drácula! (Parte 2)                                               | 02/02/1998                              |
| 090                                        | (Filler) O Caso de Assassinato do Perfume de Flor!                                                        | 09/12/1998                              |
| 091                                        | O Caso da Hospitalização do Ladrão de Bancos!                                                             | 16/02/1998                              |
| 092                                        | (Filler) O Caso de Assassinato na Escalada! (Parte 1)                                                     | 23/02/1998                              |
| 093                                        | (Filler) O Caso de Assassinato na Escalada! (Parte 2)                                                     | 02/03/1998                              |
| 094                                        | (Filler) O Caso de Assassinato da Lenda da Mulher da Neve!                                                | 09/03/1998                              |
| 095                                        | (Filler) O Caso de Assassinato no Encontro de Kogorou!                                                    | 16/03/1998                              |
| 096                                        | (Especial 2h) O Famoso Detective encurralado! Dois Grandes Casos de Assassinatos Sucessivos!              | 23/03/1998                              |
| 097                                        | (Filler) O Caso de Assassinato do Vinho da Despedida!                                                     | 13/04/1998                              |
| 098                                        | O Caso de Assassinato do Famoso Ceramista! (Parte 1)                                                      | 20/04/1998                              |
| 099                                        | O Caso de Assassinato do Famoso Ceramista! (Parte 2)                                                      | 27/04/1998                              |
| 100                                        | O Caso das Memórias do Primeiro Amor! (Parte 1)                                                           | 11/05/1998                              |
| 101                                        | O Caso das Memórias do Primeiro Amor! (Parte 2)                                                           | 18/05/1998                              |
| 102                                        | O Caso de Assassinato do Actor Histórico! (Parte 1)                                                       | 24/05/1998                              |
| 103                                        | O Caso de Assassinato do Actor Histórico! (Parte 2)                                                       | 01/06/1998                              |
| 104                                        | O Caso da Misteriosa Mansão de um Bando de Ladrões! (Parte 1)                                             | 08/06/1998                              |
| 105                                        | O Caso da Misteriosa Mansão de um Bando de Ladrões! (Parte 2)                                             | 15/06/1998                              |
| 106                                        | (Filler) O Caso de Assassinato da Foto das Últimas Notícias!                                              | 22/06/1998                              |
| 107                                        | (Filler) O Caso do Mistério do Toupeira-Alienígena! (Parte 1)                                             | 29/06/1998                              |
| 108                                        | (Filler) O Caso do Mistério do Toupeira-Alienígena! (Parte 2)                                             | 06/07/1998                              |
| 109                                        | (Filler) O Caso da Grande Perseguição dos Jovens Detectives!                                              | 13/07/1998                              |
| 110                                        | (Filler) O Caso de Assassinato na Aula de Culinária! (Parte 1)                                            | 27/07/1998                              |
| 111                                        | (Filler) O Caso de Assassinato na Aula de Culinária! (Parte 2)                                            | 03/08/1998                              |
| 112                                        | O Caso dos Sete Mistérios do Ensino Fundamental Teitan!                                                   | 10/08/1998                              |
| 113                                        | O Caso de Assassinato na Praia de Areia Branca!                                                           | 17/08/1998                              |
| 114                                        | O Caso de Assassinato na Prática de Mergulho! (Parte 1)                                                   | 24/08/1998                              |
| 115                                        | O Caso de Assassinato na Prática de Mergulho! (Parte 2)                                                   | 31/08/1998                              |
| 116                                        | O Misterioso Caso do Desaparecimento do Escritor! (Parte 1)                                               | 07/09/1998                              |
| 117                                        | O Misterioso Caso do Desaparecimento do Escritor! (Parte 2)                                               | 14/09/1998                              |
| 118                                        | (Especial 1h) O Caso do Assassino Serial de Naniwa!                                                       | 21/09/1998                              |
| 119                                        | (Filler) O Caso de Assassinato Kamen Yaiba!                                                               | 12/10/1998                              |
| 120                                        | (Filler) O Caso de Assassinato do Cocktail de Mel!                                                        | 19/10/1998                              |
| 121                                        | O Caso de Assassinato no Banheiro Trancado! (Parte 1)                                                     | 26/10/1998                              |
| 122                                        | O Caso de Assassinato no Banheiro Trancado! (Parte 2)                                                     | 02/11/1998                              |
| 123                                        | (Filler) O Caso do Sequestro da Moça do Tempo!                                                            | 09/11/1998                              |
| 124                                        | (Filler) O Caso de Assassinato do Atirador Misterioso! (Parte 1)                                          | 16/11/1998                              |
| 125                                        | (Filler) O Caso de Assassinato do Atirador Misterioso! (Parte 2)                                          | 23/11/1998                              |
| 126                                        | (Filler) O Caso de Assassinato na Trupe Viajante! (Parte 1)                                               | 30/11/1998                              |
| 127                                        | (Filler) O Caso de Assassinato na Trupe Viajante! (Parte 2)                                               | 07/12/1998                              |
| 128                                        | O Caso do Roubo da Organização Negra de Um Bilhão de Ienes!                                               | 14/12/1998                              |
| 4ª TEMPORADA (1999) - Episódios 129~173    | |                                         |
| #####                                      | TÍTULO TRADUZIDO                                                                                          | Estreia                                 |
| 129                                        | (Especial 2h) A Mulher Que Veio da Organização Negra! O Caso de Assassinato do Professor da Universidade! | 04/01/1999                              |
| 130                                        | O Caso de Assassinato Indiscriminável do Estádio! (Parte 1)                                               | 11/01/1999                              |
| 131                                        | O Caso de Assassinato Indiscriminável do Estádio! (Parte 2)                                               | 18/01/1999                              |
| 132                                        | O Caso de Assassinato do Mágico Amador! (O Caso)                                                          | 25/01/1999                              |
| 133                                        | O Caso de Assassinato do Mágico Amador! (A Suspeita)                                                      | 01/02/1999                              |
| 134                                        | O Caso de Assassinato do Mágico Amador! (A Solução)                                                       | 08/02/1999                              |
| 135                                        | (Filler) O Caso da Procura pela Arma Desaparecida!                                                        | 15/02/1999                              |
| 136                                        | O Caso de Exploração do Antigo Castelo Azul! (Parte 1)                                                    | 22/02/1999                              |
| 137                                        | O Caso de Exploração do Antigo Castelo Azul! (Parte 2)                                                    | 01/03/1999                              |
| 138                                        | O Assassinato da Última Sessão! (Parte 1)                                                                 | 08/03/1999                              |
| 139                                        | O Assassinato da Última Sessão! (Parte 2)                                                                 | 15/03/1999                              |
| 140                                        | (Filler) SOS! A Mensagem de Ayumi!                                                                        | 12/04/1999                              |
| 141                                        | O Caso do Quarto Trancado na Véspera de Casamento! (Parte 1)                                              | 19/04/1999                              |
| 142                                        | O Caso do Quarto Trancado na Véspera de Casamento! (Parte 2)                                              | 26/04/1999                              |
| 143                                        | (Filler) A Observação Astronómica Suspeita!                                                               | 03/05/1999                              |
| 144                                        | O Expresso Estrela do Norte 3, Saindo de Ueno! (Parte 1)                                                  | 10/05/1999                              |
| 145                                        | O Expresso Estrela do Norte 3, Saindo de Ueno! (Parte 2)                                                  | 17/05/1999                              |
| 146                                        | A História de Amor do Detetive da Polícia Metropolitana! (Parte 1)                                        | 24/05/1999                              |
| 147                                        | A História de Amor do Detetive da Polícia Metropolitana! (Parte 2)                                        | 31/05/1999                              |
| 148                                        | (Filler) O Caso da Parada Súbita do Bonde!                                                                | 07/06/1999                              |
| 149                                        | (Filler) O Caso do Bungee Jumping!                                                                        | 21/06/1999                              |
| 150                                        | (Filler) A Verdade por Detrás da Explosão do Carro! (Parte 1)                                             | 28/06/1999                              |
| 151                                        | (Filler) A Verdade por Detrás da Explosão do Carro! (Parte 2)                                             | 05/07/1999                              |
| 152                                        | (Filler) O Misterioso Caso do Homem Desaparecido!                                                         | 12/07/1999                              |
| 153                                        | A Perigosa História de Verão de Sonoko! (Parte 1)                                                         | 19/07/1999                              |
| 154                                        | A Perigosa História de Verão de Sonoko! (Parte 2)                                                         | 26/07/1999                              |
| 155                                        | (Filler) O Caso da Chave Submersa no Quarto Fechado!                                                      | 02/08/1999                              |
| 156                                        | A História de Amor do Detetive da Polícia Metropolitana 2! (Parte 1)                                      | 09/08/1999                              |
| 157                                        | A História de Amor do Detetive da Polícia Metropolitana 2! (Parte 2)                                      | 19/08/1999                              |
| 158                                        | (Filler) A Silenciosa Linha Kanjo!                                                                        | 23/08/1999                              |
| 159                                        | (Filler) A Lenda da Torre Misteriosa! (Parte 1)                                                           | 06/09/1999                              |
| 160                                        | (Filler) A Lenda da Torre Misteriosa! (Parte 2)                                                           | 13/09/1999                              |
| 161                                        | (Filler) O Assassinato Flutuante no Restaurante Correnteza!                                               | 20/09/1999                              |
| 162                                        | (Especial 1h) A Cabine Selada no Céu! O Primeiro Caso de Shinichi!                                        | 27/09/1999                              |
| 163                                        | O Segredo da Lua, Sol e Estrela. (Parte 1)                                                                | 11/10/1999                              |
| 164                                        | O Segredo da Lua, Sol e Estrela. (Parte 2)                                                                | 18/10/1999                              |
| 165                                        | (Filler) O Caso do Desaparecimento dos Jovens Detetives!                                                  | 25/10/1999                              |
| 166                                        | A Aranha Demoníaca da Mansão Tottori! (O Caso)                                                            | 01/11/1999                              |
| 167                                        | A Aranha Demoníaca da Mansão Tottori! (A Suspeita)                                                        | 08/11/1999                              |
| 168                                        | A Aranha Demoníaca da Mansão Tottori! (A Solução)                                                         | 15/11/1999                              |
| 169                                        | (Filler) O Beijo de Vénus!                                                                                | 22/11/1999                              |
| 170                                        | Assassinato na Escuridão! (Parte 1)                                                                       | 29/11/1999                              |
| 171                                        | Assassinato na Escuridão! (Parte 2)                                                                       | 06/12/1999                              |
| 172                                        | A Ressurreição da Mensagem de Morte! (Parte 1)                                                            | 13/12/1999                              |
| 173                                        | A Ressurreição da Mensagem de Morte! (Parte 2)                                                            | 20/12/1999                              |
| 5ª TEMPORADA (2000) - Episódios 174~218    | |                                         |
| #####                                      | TÍTULO TRADUZIDO                                                                                          | Estreia                                 |
| 174                                        | (Especial 2h) Intenção de Matar no Vigésimo Ano! Sinfonia Sagrada, Caso dos Assassinatos em Série!        | 03/01/2000                              |
| 175                                        | (Filler) O Homem Que Foi Assassinado Quatro Vezes!                                                        | 10/01/2000                              |
| 176                                        | Reunião com a Organização Negra! (Parte da Haibara)                                                       | 17/01/2000                              |
| 177                                        | Reunião com a Organização Negra! (Parte do Conan)                                                         | 24/01/2000                              |
| 178                                        | Reunião com a Organização Negra! (Solução)                                                                | 31/01/2000                              |
| 179                                        | (Filler) O Caso da Batida do Autocarro no Café!                                                           | 07/02/2000                              |
| 180                                        | (Filler) A Sinfonia do Assassino Vermelho! (Parte 1)                                                      | 14/02/2000                              |
| 181                                        | (Filler) A Sinfonia do Assassino Vermelho! (Parte 2)                                                      | 21/02/2000                              |
| 182                                        | (Filler) A Grande Investigação das 9 Portas!                                                              | 28/02/2000                              |
| 183                                        | (Filler) Um Recibo Perigoso!                                                                              | 06/03/2000                              |
| 184                                        | (Filler) (Especial 1h) O Sorriso Frio das Máscaras Amaldiçoadas!                                          | 13/03/2000                              |
| 185                                        | (Filler) O Assassinato do Famoso Detetive! (Parte 1)                                                      | 10/04/2000                              |
| 186                                        | (Filler) O Assassinato do Famoso Detetive! (Parte 2)                                                      | 17/04/2000                              |
| 187                                        | (Filler) O Disparo Desconhecido que Soa no Escuro!                                                        | 24/04/2000                              |
| 188                                        | Renascimento Desesperado! A Caverna dos Jovens Detetives!                                                 | 01/05/2000                              |
| 189                                        | Renascimento Desesperado! O Detetive Famoso Ferido!                                                       | 08/05/2000                              |
| 190                                        | Renascimento Desesperado! A Terceira Escolha!                                                             | 15/05/2000                              |
| 191                                        | Renascimento Desesperado! O Cavaleiro Negro Encapuzado!                                                   | 22/05/2000                              |
| 192                                        | Renascimento Desesperado! A Volta de Shinichi!                                                            | 29/05/2000                              |
| 193                                        | Renascimento Desesperado! O Lugar Prometido!                                                              | 01/06/2000                              |
| 194                                        | A Caixa de Música Marcante! (Parte 1)                                                                     | 12/06/2000                              |
| 195                                        | A Caixa de Música Marcante! (Parte 2)                                                                     | 19/06/2000                              |
| 196                                        | (Filler) A Arma Invisível! O Primeiro Caso da Ran!                                                        | 26//06/2000                             |
| 197                                        | (Filler) A Armadilha do Super Carro! (Parte 1)                                                            | 03/07/2000                              |
| 198                                        | (Filler) A Armadilha do Super Carro! (Parte 2)                                                            | 10/07/2000                              |
| 199                                        | O Suspeito, Mouri Kogorou! (Parte 1)                                                                      | 17/07/2000                              |
| 200                                        | O Suspeito, Mouri Kogorou! (Parte 2)                                                                      | 24/07/2000                              |
| 201                                        | (Filler) O Décimo Passageiro! (Parte 1)                                                                   | 31/07/2000                              |
| 202                                        | (Filler) O Décimo Passageiro! (Parte 2)                                                                   | 07/08/2000                              |
| 203                                        | (Filler) As Asas Negras de Ícaro! (Parte 1)                                                               | 14/08/2000                              |
| 204                                        | (Filler) As Asas Negras de Ícaro! (Parte 2)                                                               | 21/08/2000                              |
| 205                                        | A História de Amor do Detetive da Polícia Metropolitana 3! (Parte 1)                                      | 28/08/2000                              |
| 206                                        | A História de Amor do Detetive da Polícia Metropolitana 3! (Parte 2)                                      | 04/09/2000                              |
| 207                                        | (Filler) A Dedução Muito Perfeita!                                                                        | 11/09/2000                              |
| 208                                        | (Filler) (Especial 1h) A Entrada do Labirinto! A Fúria do Colosso!                                        | 09/10/2000                              |
| 209                                        | (Filler) O Caso da Queda do Monte Ryuujin!                                                                | 16/10/2000                              |
| 210                                        | (Filler) O Lendário Palácio de Água de Cinco Cores! (Parte 1)                                             | 23/10/2000                              |
| 211                                        | (Filler) O Lendário Palácio de Água de Cinco Cores! (Parte 2)                                             | 30/10/2000                              |
| 212                                        | Cogumelos, Ursos e os Jovens Detetives! (Parte 1)                                                         | 06/11/2000                              |
| 213                                        | Cogumelos, Ursos e os Jovens Detetives! (Parte 2)                                                         | 13/11/2000                              |
| 214                                        | (Filler) O Caso da Misteriosa Sala Retro!                                                                 | 20/11/2000                              |
| 215                                        | (Filler) A Baía da Vingança! (Parte 1)                                                                    | 27/11/2000                              |
| 216                                        | (Filler) A Baía da Vingança! (Parte 2)                                                                    | 04/12/2000                              |
| 217                                        | O Segredo Oculto de Megure! (Parte 1)                                                                     | 11/12/2000                              |
| 218                                        | O Segredo Oculto de Megure! (Parte 2)                                                                     | 18/12/2000                              |
| 6ª TEMPORADA (2001) - Episódios 219~262    | |                                         |
| #####                                      | TÍTULO TRADUZIDO                                                                                          | Estreia                                 |
| 219                                        | (Especial 2h) A Reunião dos Detetives! Kudou Shinichi vs. Kaitou Kid!                                     | 08/01/2001                              |
| 220                                        | Uma Cliente Cheia de Mentiras! (Parte 1)                                                                  | 15/01/2001                              |
| 221                                        | Uma Cliente Cheia de Mentiras! (Parte 2)                                                                  | 22/01/2001                              |
| 222                                        | E Lá Não Haviam Sereias! (O Caso)                                                                         | 29/01/2001                              |
| 223                                        | E Lá Não Haviam Sereias! (A Dedução)                                                                      | 05/02/2001                              |
| 224                                        | E Lá Não Haviam Sereias (A Solução)                                                                       | 12/02/2001                              |
| 225                                        | (FIller) O Segredo das Altas Vendas!                                                                      | 19/02/2001                              |
| 226                                        | A Armadilha do Jogo de Luta! (Parte 1)                                                                    | 26/02/2001                              |
| 227                                        | A Armadilha do Jogo de Luta! (Parte 2)                                                                    | 05/03/2001                              |
| 228                                        | A Aula de Cerâmica Mortal! (Parte 1)                                                                      | 12/03/2001                              |
| 229                                        | A Aula de Cerâmica Mortal! (Parte 2)                                                                      | 19/03/2001                              |
| 230                                        | O Passageiro Misterioso! (Parte 1)                                                                        | 16/04/2001                              |
| 231                                        | O Passageiro Misterioso! (Parte 2)                                                                        | 23/04/2001                              |
| 232                                        | (FIller) O Caso da Queda do Condomínio!                                                                   | 07/05/2001                              |
| 233                                        | A Evidência Que Não Desapareceu! (Parte 1)                                                                | 14/05/2001                              |
| 234                                        | A Evidência Que Não Desapareceu! (Parte 2)                                                                | 21/05/2001                              |
| 235                                        | (FIller) A Adega de Vinhos Fechada!                                                                       | 28/05/2001                              |
| 236                                        | (FIller) A Viagem Misteriosa em Nanki-Shirahama (Parte 1)                                                 | 04/06/2001                              |
| 237                                        | (FIller) A Viagem Misteriosa em Nanki-Shirahama (Parte 2)                                                 | 11/06/2001                              |
| 238                                        | O Caso dos 3 K's de Osaka! (Parte 1)                                                                      | 18/06/2001                              |
| 239                                        | O Caso dos 3 K's de Osaka! (Parte 2)                                                                      | 25/06/2001                              |
| 240                                        | O Caso da Escolta no Shinkansen! (Parte 1)                                                                | 02/07/2001                              |
| 241                                        | O Caso da Escolta no Shinkansen! (Parte 2)                                                                | 09/07/2001                              |
| 242                                        | O Infortúnio do Menino Genta!                                                                             | 16/07/2001                              |
| 243                                        | O Mouri Kogorou Impostor! (Parte 1)                                                                       | 23/07/2001                              |
| 244                                        | O Mouri Kogorou Impostor! (Parte 2)                                                                       | 30/07/2001                              |
| 245                                        | (FIller) O Disparo na Propriedade Girassol!                                                               | 06/08/2001                              |
| 246                                        | O Mistério na Rede! (Parte 1)                                                                             | 13/08/2001                              |
| 247                                        | O Mistério na Rede! (Parte 2)                                                                             | 20/08/2001                              |
| 248                                        | (FIller) O Álibi da Floresta Calmante!                                                                    | 27/08/2001                              |
| 249                                        | O Segredo das Celebridades! (Parte 1)                                                                     | 03/09/2001                              |
| 250                                        | O Segredo das Celebridades! (Parte 2)                                                                     | 10/09/2001                              |
| 251                                        | (FIller) A Tragédia no "OK Curral"!                                                                       | 17/09/2001                              |
| 252                                        | (FIller) O Sequestro no Desenho!                                                                          | 08/10/2001                              |
| 253                                        | A História de Amor do Detetive da Polícia Metropolitana 4! (Parte 1)                                      | 15/10/2001                              |
| 254                                        | A História de Amor do Detetive da Polícia Metropolitana 4! (Parte 2)                                      | 22/10/2001                              |
| 255                                        | (FIller) O Caso de Assassinato do Poeta Matsue! (Parte 1)                                                 | 29/10/2001                              |
| 256                                        | (FIller) O Caso de Assassinato do Poeta Matsue! (Parte 2)                                                 | 05/11/2001                              |
| 257                                        | (FIller) A Misteriosa Punição dos Céus!                                                                   | 12/11/2001                              |
| 258                                        | O Homem de Chicago! (Parte 1)                                                                             | 19/11/2001                              |
| 259                                        | O Homem de Chicago! (Parte 2)                                                                             | 26/11/2001                              |
| 260                                        | (FIller) O Restaurante Tremulante!                                                                        | 03/12/2001                              |
| 261                                        | (FIller) A Temivel Lenda da Noite da Nevasca! (Parte 1)                                                   | 10/12/2001                              |
| 262                                        | (FIller) A Temivel Lenda da Noite da Nevasca! (Parte 2)                                                   | 17/12/2001                              |
| 7ª TEMPORADA (2002) - Episódios 263~303    | |                                         |
| #####                                      | TÍTULO TRADUZIDO                                                                                          | Estreia                                 |
| 263                                        | (Especial 2h) Duplo Mistério em Osaka! O Espadachim de Naniwa e o Castelo de Toyotomi.                    | 07/01/2002                              |
| 264                                        | (Filler) Confronto no Tribunal! Kisaki vs. Kogorou! (Parte 1)                                             | 14/01/2002                              |
| 265                                        | (Filler) Confronto no Tribunal! Kisaki vs. Kogorou! (Parte 2)                                             | 21/01/2002                              |
| 266                                        | A Verdade Sobre o Dia dos Namorados! (O Caso)                                                             | 28/01/2002                              |
| 267                                        | A Verdade Sobre o Dia dos Namorados! (A Dedução)                                                          | 04/02/2002                              |
| 268                                        | A Verdade Sobre o Dia dos Namorados! (A Solução)                                                          | 11/02/2002                              |
| 269                                        | A Última Lembrança Que Leva a um Crime! (Parte 1)                                                         | 18/02/2002                              |
| 270                                        | A Última Lembrança Que Leva a um Crime! (Parte 2)                                                         | 04/03/2002                              |
| 271                                        | O Segredo Omitido Apressadamente! (Parte 1)                                                               | 11/03/2002                              |
| 272                                        | O Segredo Omitido Apressadamente! (Parte 2)                                                               | 18/03/2002                              |
| 273                                        | (Filler) O Caso do Enigma da Velha Senhora!                                                               | 08/04/2002                              |
| 274                                        | A Verdade Sobre a Casa Assombrada! (Parte 1)                                                              | 15/04/2002                              |
| 275                                        | A Verdade Sobre a Casa Assombrada! (Parte 2)                                                              | 22/04/2002                              |
| 276                                        | (Filler) O Caso do Desaparecimento do Caderno de Anotações do Policial!                                   | 06/05/2002                              |
| 277                                        | A Professora de Inglês Versus O Detetive do Oeste! (Parte 1)                                              | 13/05/2002                              |
| 278                                        | A Professora de Inglês Versus O Detetive do Oeste! (Parte 2)                                              | 20/05/2002                              |
| 279                                        | O Labirinto dos Hooligan! (Parte 1)                                                                       | 27/05/2002                              |
| 280                                        | O Labirinto dos Hooligan! (Parte 2)                                                                       | 03/06/2002                              |
| 281                                        | (Filler) As Pequenas Testemunhas!                                                                         | 10/06/2002                              |
| 282                                        | (Filler) O Mistério do Fluxo de Água do Jardim de Pedras! (Parte 1)                                       | 17/06/2002                              |
| 283                                        | (Filler) O Mistério do Fluxo de Água do Jardim de Pedras! (Parte 2)                                       | 24/06/2002                              |
| 284                                        | Chinatown! o Deja Vu da Chuva! (Parte 1)                                                                  | 01/07/2002                              |
| 285                                        | Chinatown! o Deja Vu da Chuva! (Parte 2)                                                                  | 08/07/2002                              |
| 286                                        | O Caso de Kudou Shinichi em Nova York! (O Caso)                                                           | 15/07/2002                              |
| 287                                        | O Caso de Kudou Shinichi em Nova York! (A Dedução)                                                        | 22/07/2002                              |
| 288                                        | O Caso de Kudou Shinichi em Nova York! (A Solução)                                                        | 29/07/2002                              |
| 289                                        | Mitsuhiko Perdido na Floresta! (Parte 1)                                                                  | 05/08/2002                              |
| 290                                        | Mitsuhiko Perdido na Floresta! (Parte 2)                                                                  | 12/08/2002                              |
| 291                                        | A Ilha Solitária da Princesa e o Palácio do Rei Dragão! (O Caso)                                          | 19/08/2002                              |
| 292                                        | A Ilha Solitária da Princesa e o Palácio do Rei Dragão! (A Perseguição)                                   | 26/08/2002                              |
| 293                                        | A Ilha Solitária da Princesa e o Palácio do Rei Dragão! (A Solução)                                       | 02/09/2002                              |
| 294                                        | (Filler) O Desastre da Determinação e do Amor! (Parte 1)                                                  | 09/09/2002                              |
| 295                                        | (Filler) O Desastre da Determinação e do Amor! (Parte 2)                                                  | 16/09/2002                              |
| 296                                        | (Filler) Pesca Chocante na Casa Flutuante!                                                                | 14/10/2002                              |
| 297                                        | (Filler) Confronto no Tribunal 2. Kisaki Versus Kujou! (Parte 1)                                          | 21/10/2002                              |
| 298                                        | (Filler) Confronto no Tribunal 2. Kisaki Versus Kujou! (Parte 2)                                          | 28/10/2002                              |
| 299                                        | (Filler) O Estreito de Kanmon da Amizade e Intenção Assassina! (Parte 1)                                  | 04/11/2002                              |
| 300                                        | (Filler) O Estreito de Kanmon da Amizade e Intenção Assassina! (Parte 2)                                  | 18/11/2002                              |
| 301                                        | O Desfile do Demônio e do Santo! (Parte 1)                                                                | 25/11/2002                              |
| 302                                        | O Desfile do Demônio e do Santo! (Parte 2)                                                                | 02/12/2002                              |
| 303                                        | (Filler) A Vítima que Voltou!                                                                             | 09/12/2002                              |
| 8ª TEMPORADA (2003) - Episódios 304~344    | |                                         |
| #####                                      | TÍTULO TRADUZIDO                                                                                          | Estreia                                 |
| 304                                        | (Especial 2h) Uma Agitação no Quartel General da Polícia! 12 Milhões de Reféns!                           | 06/01/2003                              |
| 305                                        | O Suspeito Não Visto! (Parte 1)                                                                           | 13/01/2003                              |
| 306                                        | O Suspeito Não Visto! (Parte 2)                                                                           | 20/01/2003                              |
| 307                                        | No Rastro de uma Testemunha Silenciosa (Parte 1)                                                          | 27/01/2003                              |
| 308                                        | No Rastro de uma Testemunha Silenciosa (Parte 2)                                                          | 03/02/2003                              |
| 309                                        | Contato com a Organização Negra! (A Negociação)                                                           | 10/02/2003                              |
| 310                                        | Contato com a Organização Negra! (A Perseguição)                                                          | 17/02/2003                              |
| 311                                        | Contato com a Organização Negra! (O Desespero)                                                            | 24/02/2003                              |
| 312                                        | Festival das Bonecas Tingido pelo Por do Sol! (Parte 1)                                                   | 03/03/2003                              |
| 313                                        | Festival das Bonecas Tingido pelo Por do Sol! (Parte 2)                                                   | 10/03/2003                              |
| 314                                        | (Filler) A Cerca Quebrada da Plataforma de Observação!                                                    | 17/03/2003                              |
| 315                                        | (Filler) Lugar Exposto ao Sol!                                                                            | 14/04/2003                              |
| 316                                        | O Herói Mascarado Manchado! (Parte 1)                                                                     | 21/04/2003                              |
| 317                                        | O Herói Mascarado Manchado! (Parte 2)                                                                     | 28/04/2003                              |
| 318                                        | (Filler) O Porta Charutos da Sorte! (Parte 1)                                                             | 05/05/2003                              |
| 319                                        | (Filler) O Porta Charutos da Sorte! (Parte 2)                                                             | 12/05/2003                              |
| 320                                        | (Filler) Arte Ninja! Fabricar Álibi!                                                                      | 19/05/2003                              |
| 321                                        | (Filler) O Desaparecimento do Veículo de Fuga do Sequestrador! (Parte 1)                                  | 26/05/2003                              |
| 322                                        | (Filler) O Desaparecimento do Veículo de Fuga do Sequestrador! (Parte 2)                                  | 02/06/2003                              |
| 323                                        | A Situação Desesperadora de Hattori Heiji! (Parte 1)                                                      | 09/06/2003                              |
| 324                                        | A Situação Desesperadora de Hattori Heiji! (Parte 2)                                                      | 16/06/2003                              |
| 325                                        | O Cavalo Vermelho Dentro das Chamas! (O Caso)                                                             | 23/06/2003                              |
| 326                                        | O Cavalo Vermelho Dentro das Chamas! (A Investigação)                                                     | 30/06/2003                              |
| 327                                        | O Cavalo Vermelho Dentro das Chamas! (A Solução)                                                          | 07/07/2003                              |
| 328                                        | (Filler) O Mistério do Vinho de Aniversário!                                                              | 14/07/2003                              |
| 329                                        | Uma Amizade Que Não Pode Ser Comprada! (Parte 1)                                                          | 28/07/2003                              |
| 330                                        | Uma Amizade Que Não Pode Ser Comprada! (Parte 2)                                                          | 04/08/2003                              |
| 331                                        | O Curry Apimentado Suspeito! (Parte 1)                                                                    | 11/08/2003                              |
| 332                                        | O Curry Apimentado Suspeito! (Parte 2)                                                                    | 18/08/2003                              |
| 333                                        | As Princesas Parecidas! (Parte 1)                                                                         | 25/08/2003                              |
| 334                                        | As Princesas Parecidas! (Parte 2)                                                                         | 01/09/2003                              |
| 335                                        | O Segredo do Estúdio de Desenvolvimento de Filmes de Tohto! (Parte 1)                                     | 08/09/2003                              |
| 336                                        | O Segredo do Estúdio de Desenvolvimento de Filmes de Tohto! (Parte 2)                                     | 15/09/2003                              |
| 337                                        | (Filler) Circunstâncias Ocultas do Caso da Queda!                                                         | 13/10/2003                              |
| 338                                        | Os Quatro Porsches! (Parte 1)                                                                             | 20/10/2003                              |
| 339                                        | Os Quatro Porsches! (Parte 2)                                                                             | 27/10/2003                              |
| 340                                        | O Segredo Escondido no Banheiro! (Parte 1)                                                                | 03/11/2003                              |
| 341                                        | O Segredo Escondido no Banheiro! (Parte 2)                                                                | 10/11/2003                              |
| 342                                        | (Filler) (Especial 1h) A Noiva do Huis Ten Bosch!                                                         | 17/11/2003                              |
| 343                                        | A Armadilha da Loja de Conveniência! (Parte 1)                                                            | 01/12/2003                              |
| 344                                        | A Armadilha da Loja de Conveniência! (Parte 2)                                                            | 08/12/2003                              |
| 9ª TEMPORADA (2004) - Episódios 345~383    | |                                         |
| #####                                      | TÍTULO TRADUZIDO                                                                                          | Estreia                                 |
| 345                                        | (Especial 2h30) Confronto com a Organização Negra! Dois Mistérios em uma Noite de Lua Cheia!              | 05/01/2004                              |
| 346                                        | Encontrem a Marca do Traseiro! (Parte 1)                                                                  | 12/01/2004                              |
| 347                                        | Encontrem a Marca do Traseiro! (Parte 2)                                                                  | 19/01/2004                              |
| 348                                        | (Filler) Amor, Fantasmas e Patrimônio Mundial! (Parte 1)                                                  | 26/01/2004                              |
| 349                                        | (Filler) Amor, Fantasmas e Patrimônio Mundial! (Parte 2)                                                  | 02/02/2004                              |
| 350                                        | O Celular Esquecido! (Parte 1)                                                                            | 09/02/2004                              |
| 351                                        | O Celular Esquecido! (Parte 2)                                                                            | 16/02/2004                              |
| 352                                        | (Filler) A Tragédia do Torneio de Pesca! (Parte 1)                                                        | 23/02/2994                              |
| 353                                        | (Filler) A Tragédia do Torneio de Pesca! (Parte 2)                                                        | 01/03/2004                              |
| 354                                        | Um Cliente Pequeno! (Parte 1)                                                                             | 08/03/2004                              |
| 355                                        | Um Cliente Pequeno! (Parte 2)                                                                             | 15/03/2004                              |
| 356                                        | (Especial 1h) Kaitou Kid e Sua Caminhada Milagrosa no Ar!                                                 | 12/04/2004                              |
| 357                                        | (Filler) O Namoro é uma Ilusão da Primavera!                                                              | 26/04/2004                              |
| 358                                        | A História de Amor do Detetive da Polícia Metropolitana 5! (Parte 1)                                      | 03/05/2004                              |
| 359                                        | A História de Amor do Detetive da Polícia Metropolitana 5! (Parte 2)                                      | 10/05/2004                              |
| 360                                        | (Filler) Um Misterioso Besouro da Primavera!                                                              | 17/05/2004                              |
| 361                                        | As Assombrações do Colégio Teitan! (Parte 1)                                                              | 24/05/2004                              |
| 362                                        | As Assombrações do Colégio Teitan! (Parte 2)                                                              | 31/05/2004                              |
| 363                                        | (Filler) Os Corvos da Cidade!                                                                             | 07/06/2004                              |
| 364                                        | (Filler) O Caso do Sincronismo! (Parte 1)                                                                 | 14/06/2004                              |
| 365                                        | (Filler) O Caso do Sincronismo! (Parte 2)                                                                 | 21/06/2004                              |
| 366                                        | Uma Tragédia Completamente à Vista! (Parte 1)                                                             | 05/07/2004                              |
| 367                                        | Uma Tragédia Completamente à Vista! (Parte 2)                                                             | 12/07/2004                              |
| 368                                        | (Filler) A Casa de Doces Onde a Bruxa Mora!                                                               | 26/07/2004                              |
| 369                                        | (Filler) O Suspense de um Homem Sortudo!                                                                  | 02/08/2004                              |
| 370                                        | (Filler) Fugindo em um Jogo!                                                                              | 09/08/2004                              |
| 371                                        | Um Percurso Sem Obstruções! (Parte 1)                                                                     | 23/08/2004                              |
| 372                                        | Um Percurso Sem Obstruções! (Parte 2)                                                                     | 30/08/2004                              |
| 373                                        | (Filler) A Armadilha Mortal da Aranha Venenosa!                                                           | 06/09/2004                              |
| 374                                        | O Código Secreto Feito de Estrelas e Cigarros! (Parte 1)                                                  | 18/10/2004                              |
| 375                                        | O Código Secreto Feito de Estrelas e Cigarros! (Parte 2)                                                  | 25/10/2004                              |
| 376                                        | (Filler) A Hora Limite é 15h!                                                                             | 01/11/2004                              |
| 377                                        | (Filler) A Viagem Misteriosa de Momotaro! (Parte 1)                                                       | 08/11/2004                              |
| 378                                        | (Filler) A Viagem Misteriosa de Momotaro! (Parte 2)                                                       | 15/11/2004                              |
| 379                                        | (Filler) O Caso do Furisode em uma Noite de Nevasca! (Parte 1)                                            | 22/11/2004                              |
| 380                                        | (Filler) O Caso do Furisode em uma Noite de Nevasca! (Parte 2)                                            | 29/11/2004                              |
| 381                                        | A Dedução de Cada Um! (Parte 1)                                                                           | 06/12/2004                              |
| 382                                        | A Dedução de Cada Um! (Parte 2)                                                                           | 13/12/2004                              |
| 383                                        | (Especial 2h) Milagre em Koshien! Os Desafiantes Enfrentam o Demônio Negro!                               | 20/12/2004                              |
| 10ª TEMPORADA (2005) - Episódios 384~424   | |                                         |
| #####                                      | TÍTULO TRADUZIDO                                                                                          | Estreia                                 |
| 384                                        | (Filler) O Alvo é Mouri Kogorou!                                                                          | 17/01/2005                              |
| 385                                        | A Dissonância do Stradivarius! (Prelúdio)                                                                 | 24/01/2005                              |
| 386                                        | A Dissonância do Stradivarius! (Interlúdio)                                                               | 31/01/2005                              |
| 387                                        | A Dissonância do Stradivarius! (Poslúdio)                                                                 | 07/02/2005                              |
| 388                                        | (Filler) Kogorou Fica Bêbado em Satsuma! (Parte 1)                                                        | 14/02/2005                              |
| 389                                        | (Filler) Kogorou Fica Bêbado em Satsuma! (Parte 2)                                                        | 21/02/2005                              |
| 390                                        | A História de Amor do Detetive da Polícia Metropolitana 6! (Parte 1)                                      | 28/02/2005                              |
| 391                                        | A História de Amor do Detetive da Polícia Metropolitana 6! (Parte 2)                                      | 07/03/2005                              |
| 392                                        | (Filler) A Misteriosa Diferença de 20 cm de Altura!                                                       | 14/03/2005                              |
| 393                                        | (Filler) Um Caso de Sequestro! Ou é o que Parece!                                                         | 21/03/2005                              |
| 394                                        | A Grande Aventura na Mansão Excêntrica! (O Selo)                                                          | 18/04/2005                              |
| 395                                        | A Grande Aventura na Mansão Excêntrica! (O Mecanismo)                                                     | 25/04/2005                              |
| 396                                        | A Grande Aventura na Mansão Excêntrica! (A Solução)                                                       | 02/05/2005                              |
| 397                                        | (Filler) A Sopa Apimentada, Amarga e Doce!                                                                | 09/05/2005                              |
| 398                                        | O Estranho Pedido de Família! (Parte 1)                                                                   | 16/05/2005                              |
| 399                                        | O Estranho Pedido de Família! (Parte 2)                                                                   | 23/05/2005                              |
| 400                                        | A Suspeita de Ran!                                                                                        | 30/05/2005                              |
| 401                                        | Um Ladrão de Joias Pego em Flagrante! (Parte 1)                                                           | 06/06/2005                              |
| 402                                        | Um Ladrão de Joias Pego em Flagrante! (Parte 2)                                                           | 13/06/2005                              |
| 403                                        | (Filler) A Misteriosa Mansão dos Anjos! (Parte 1)                                                         | 20/06/2005                              |
| 404                                        | (Filler) A Misteriosa Mansão dos Anjos! (Parte 2)                                                         | 27/06/2005                              |
| 405                                        | (Filler) O Homem Que Chamou a Ambulância!                                                                 | 04/07/2005                              |
| 406                                        | A Dedução Mágica de Conan e Heiji! (O Truque)                                                             | 11/07/2005                              |
| 407                                        | A Dedução Mágica de Conan e Heiji! (A Mansão)                                                             | 18/07/2005                              |
| 408                                        | A Dedução Mágica de Conan e Heiji! (A Solução)                                                            | 01/08/2005                              |
| 409                                        | (Filler) Uma Apresentação e Um Sequestro ao Mesmo Tempo! (Parte 1)                                        | 08/08/2005                              |
| 410                                        | (Filler) Uma Apresentação e Um Sequestro ao Mesmo Tempo! (Parte 2)                                        | 15/08/2005                              |
| 411                                        | O Código Surpreendente do Portão do Templo! (Parte 1)                                                     | 22/08/2005                              |
| 412                                        | O Código Surpreendente do Portão do Templo! (Parte 2)                                                     | 29/08/2005                              |
| 413                                        | (Filler) O Mistério do Crime Quase Perfeito!                                                              | 05/09/2005                              |
| 414                                        | (Filler) Persigam o Pássaro Azul, Jovens Detetives!                                                       | 12/09/2005                              |
| 415                                        | O Fantasma que Aparece em um Dia de Má Sorte! (O Caso)                                                    | 10/10/2005                              |
| 416                                        | O Fantasma que Aparece em um Dia de Má Sorte! (A Suspeita)                                                | 17/10/2005                              |
| 417                                        | O Fantasma que Aparece em um Dia de Má Sorte! (A Solução)                                                 | 24/10/2005                              |
| 418                                        | (Filler) O Sótão da Casa de Beika!                                                                        | 31/10/2005                              |
| 419                                        | (Filler) A Espada da Serpente de Oito Cabeças! (Parte 1)                                                  | 07/11/2005                              |
| 420                                        | (Filler) A Espada da Serpente de Oito Cabeças! (Parte 2)                                                  | 14/11/2005                              |
| 421                                        | O Primeiro Amor da Cor do Gingko! (Parte 1)                                                               | 21/11/2005                              |
| 422                                        | O Primeiro Amor da Cor do Gingko! (Parte 2)                                                               | 28/11/2005                              |
| 423                                        | (Filler) Os Jovens Detetives e os Quatro Irmãos Lagarta!                                                  | 05/12/2005                              |
| 424                                        | (Filler) Uma Foto Enviada do E-mail do Palhaço!                                                           | 19/12/2005                              |
| 11ª TEMPORADA (2006) - Episódios 425~459   | |                                         |
| #####                                      | TÍTULO TRADUZIDO                                                                                          | Estreia                                 |
| 425                                        | (Especial 2h30) Impacto Negro! O Momento em que a Organização Negra Aparece!                              | 09/01/2006                              |
| 426                                        | (Filler) Uma Carta de Amor Para Ran!                                                                      | 16/01/2006                              |
| 427                                        | O Super Segredo no Caminho da Escola! (Parte 1)                                                           | 23/01/2006                              |
| 428                                        | O Super Segredo no Caminho da Escola! (Parte 2)                                                           | 30/01/2006                              |
| 429                                        | Duas Pessoas Que Não Podem Mais Voltar! (Parte 1)                                                         | 06/02/2006                              |
| 430                                        | Duas Pessoas Que Não Podem Mais Voltar! (Parte 2)                                                         | 13/02/2006                              |
| 431                                        | A História de Amor do Detetive da Polícia Metropolitana 7! (Parte 1)                                      | 20/02/2006                              |
| 432                                        | A História de Amor do Detetive da Polícia Metropolitana 7! (Parte 2)                                      | 27/02/2006                              |
| 433                                        | (Filler) Conan, Uma Criança Estranha!                                                                     | 06/03/2006                              |
| 434                                        | (Filler) O Triunfo da Grande Cadela Coeur!                                                                | 10/04/2006                              |
| 435                                        | A Entrevista dos Jovens Detetives! (Parte 1)                                                              | 17/04/2006                              |
| 436                                        | A Entrevista dos Jovens Detetives! (Parte 2)                                                              | 24/04/2006                              |
| 437                                        | (Filler) Ueto Aya e Shinichi, a Promessa de 4 Anos Atrás!                                                 | 08/05/2006                              |
| 438                                        | A Perseguição do E-mail do Peixe!                                                                         | 15/05/2006                              |
| 439                                        | (Filler) E Seria Melhor se Todos Desaparecessem!                                                          | 22/05/2006                              |
| 440                                        | (Filler) O Limite do Carro Dublê!                                                                         | 29/05/2006                              |
| 441                                        | (Filler) O Último “Ahh”!                                                                                  | 05/06/2006                              |
| 442                                        | (Filler) O Homem Impedido Pela Barra de Ferro!                                                            | 12/06/2006                              |
| 443                                        | Caçando Mexilhões com um Suspiro! (Parte 1)                                                               | 26/06/2006                              |
| 444                                        | Caçando Mexilhões com um Suspiro! (Parte 2)                                                               | 03/07/2006                              |
| 445                                        | O Segredo do Russian Blue!                                                                                | 10/07/2006                              |
| 446                                        | A Janela Selada! (Parte 1)                                                                                | 24/07/2006                              |
| 447                                        | A Janela Selada! (Parte 2)                                                                                | 31/07/2006                              |
| 448                                        | (Filler) O Caso do Meguro no Sanma!                                                                       | 14/08/2006                              |
| 449                                        | (Especial 1h) A História de Amor do Detetive da Polícia Metropolitana! O Falso Casamento!                 | 21/08/2006                              |
| 450                                        | (Filler) Truque vs. Mágica! (Parte 1)                                                                     | 28/08/2006                              |
| 451                                        | (Filler) Truque vs. Mágica! (Parte 2)                                                                     | 04/09/2006                              |
| 452                                        | (Filler) (Especial 1h) O Fantasma do Konpira!                                                             | 11/09/2006                              |
| 453                                        | A Pré-estreia do Destino e da Amizade!                                                                    | 23/10/2006                              |
| 454                                        | A Conclusão de Cabeça para Baixo! (Parte 1)                                                               | 30/10/2006                              |
| 455                                        | A Conclusão de Cabeça para Baixo! (Parte 2)                                                               | 06/11/2006                              |
| 456                                        | (Filler) O Mistério Que Eu Amava!                                                                         | 13/11/2006                              |
| 457                                        | O Lenço Vermelho de Sonoko! (Parte 1)                                                                     | 20/11/2006                              |
| 458                                        | O Lenço Vermelho de Sonoko! (Parte 2)                                                                     | 27/11/2006                              |
| 459                                        | (Filler) Um Misterioso Homem Excessivamente Rígido com Regras!                                            | 04/12/2006                              |
| 12ª TEMPORADA (2007) - Episódios 460~490   | |                                         |
| #####                                      | TÍTULO TRADUZIDO                                                                                          | Estreia                                 |
| 460                                        | A Grande Operação do 1º ano B!                                                                            | 15/01/2007                              |
| 461                                        | (Filler) A Página Desaparecida!                                                                           | 22/01/2007                              |
| 462                                        | A Sombra da Organização Negra! A Jovem Testemunha!                                                        | 29/01/2007                              |
| 463                                        | A Sombra da Organização Negra! A Iluminação Estranha!                                                     | 05/02/2007                              |
| 464                                        | A Sombra da Organização Negra! O Mistério da Grande Recompensa!                                           | 12/02/2007                              |
| 465                                        | A Sombra da Organização Negra! Estrela Brilhante da Pérola!                                               | 19/02/2007                              |
| 466                                        | O Boneco de Neve Inquebrável! (Parte 1)                                                                   | 26/02/2007                              |
| 467                                        | O Boneco de Neve Inquebrável! (Parte 2)                                                                   | 05/03/2007                              |
| 468                                        | (Filler) O Misterioso Caso Perto da Lagoa!                                                                | 12/03/2007                              |
| 469                                        | Kaitou Kid e as Quatro Obras-Primas! (Parte 1)                                                            | 16/04/2007                              |
| 470                                        | Kaitou Kid e as Quatro Obras-Primas! (Parte 2)                                                            | 23/04/2007                              |
| 471                                        | (Filler) O Carro Alugado Incontrolável!                                                                   | 07/05/2007                              |
| 472                                        | A Aventura do Jovem Kudou Shinichi! (Parte 1)                                                             | 14/05/2007                              |
| 473                                        | A Aventura do Jovem Kudou Shinichi! (Parte 2)                                                             | 21/05/2007                              |
| 474                                        | O Amante da Advogada Kisaki Eri!                                                                          | 04/06/2007                              |
| 475                                        | (Filler) O Grande Prêmio da Má Sorte!                                                                     | 18/06/2007                              |
| 476                                        | O Chute Certeiro de Genta! (Parte 1)                                                                      | 25/06/2007                              |
| 477                                        | O Chute Certeiro de Genta! (Parte 2)                                                                      | 02/07/2007                              |
| 478                                        | (Filler) 30 Minutos de Verdade!                                                                           | 09/07/2007                              |
| 479                                        | (Especial 2h) Três Dias Com Hattori Heiji!                                                                | 16/07/2007                              |
| 480                                        | (Filler) O Álibi Amarelo!                                                                                 | 23/07/2007                              |
| 481                                        | A Faca da Velha da Montanha! (Parte 1)                                                                    | 30/07/2007                              |
| 482                                        | A Faca da Velha da Montanha! (Parte 2)                                                                    | 06/08/2007                              |
| 483                                        | (Filler) O Policial Desaparecido!                                                                         | 13/08/2007                              |
| 484                                        | O Paradeiro da Foto Negra! (Parte 1)                                                                      | 20/08/2007                              |
| 485                                        | O Paradeiro da Foto Negra! (Parte 2)                                                                      | 27/08/2007                              |
| 486                                        | (Filler) O Gato da Sorte da Direita Para a Esquerda!                                                      | 03/09/2007                              |
| 487                                        | (Especial 1h) A História de Amor do Oficial da Polícia Metropolitana 8. O Dedo Anular da Mão Esquerda!    | 15/10/2007                              |
| 488                                        | (Especial 1h) O Demônio da Estação de TV!                                                                 | 22/10/2007                              |
| 489                                        | (Filler) (Especial 1h) Confronto no Tribunal 3. A Promotora é a Testemunha!                               | 26/11/2007                              |
| 490                                        | (Especial 1h) Hattori Heiji vs. Kudou Shinichi! A Competição de Dedução na Pista de Esqui!                | 03/12/2007                              |
| 13ª TEMPORADA (2008) - Episódios 491~520   | |                                         |
| #####                                      | TÍTULO TRADUZIDO                                                                                          | Estreia                                 |
| 491                                        | O Confronto do Vermelho e do Preto! O Começo!                                                             | 14/01/2008                              |
| 492                                        | O Confronto do Vermelho e do Preto! Parente de Sangue!                                                    | 21/01/2008                              |
| 493                                        | O Confronto do Vermelho e do Preto! Grito!                                                                | 28/01/2008                              |
| 494                                        | O Confronto do Vermelho e do Preto! Submundo!                                                             | 04/02/2008                              |
| 495                                        | O Confronto do Vermelho e do Preto! Coma!                                                                 | 11/02/2008                              |
| 496                                        | O Confronto do Vermelho e do Preto! Invasão!                                                              | 18/02/2008                              |
| 497                                        | O Confronto do Vermelho e do Preto! Despertar!                                                            | 25/02/2008                              |
| 498                                        | O Confronto do Vermelho e do Preto! Perturbação!                                                          | 03/03/2008                              |
| 499                                        | O Confronto do Vermelho e do Preto! Disfarce!                                                             | 10/03/2008                              |
| 500                                        | O Confronto do Vermelho e do Preto! Testamento!                                                           | 17/03/2008                              |
| 501                                        | O Confronto do Vermelho e do Preto! Suspeita!                                                             | 14/04/2008                              |
| 502                                        | O Confronto do Vermelho e do Preto! Inocência!                                                            | 28/04/2008                              |
| 503                                        | O Confronto do Vermelho e do Preto! Pronto Para Morrer!                                                   | 12/05/2008                              |
| 504                                        | O Confronto do Vermelho e do Preto! Morto em Serviço!                                                     | 19/05/2008                              |
| 505                                        | O Testemunho da Advogada Kisaki Eri! (Parte 1)                                                            | 16/06/2008                              |
| 506                                        | O Testemunho da Advogada Kisaki Eri! (Parte 2)                                                            | 23/06/2008                              |
| 507                                        | O Ponto Cego do Karaokê Box! (Parte 1)                                                                    | 30/06/2008                              |
| 508                                        | O Ponto Cego do Karaokê Box! (Parte 2)                                                                    | 07/07/2008                              |
| 509                                        | Vermelho, Branco, Amarelo e os Jovens Detetives!                                                          | 14/07/2008                              |
| 510                                        | Conan Versus O Misterioso Código Duplo!                                                                   | 28/07/2008                              |
| 511                                        | Competição de Dedução! Shinichi Versus Okiya Subaru!                                                      | 04/08/2008                              |
| 512                                        | (Filler) O Horóscopo Quebrado!                                                                            | 11/08/2008                              |
| 513                                        | Aroma de Café Com Uma Intenção Assassina! (Parte 1)                                                       | 01/09/2008                              |
| 514                                        | Aroma de Café Com Uma Intenção Assassina! (Parte 2)                                                       | 08/09/2008                              |
| 515                                        | (Especial 1h) A Mágica de Teleporte de Kaitou Kid!                                                        | 20/10/2008                              |
| 516                                        | (Especial 1h) Furinkazan! O Misterioso Guerreiro de Armadura!                                             | 03/11/2008                              |
| 517                                        | Furinkazan! A Conclusão das Trevas e da Luz!                                                              | 10/11/2008                              |
| 518                                        | (Filler) Tour Misterioso da Restauração Meiji! (Parte da Investigação)                                    | 01/12/2008                              |
| 519                                        | (Filler) Tour Misterioso da Restauração Meiji (Parte da Resolução)                                        | 08/12/2008                              |
| 520                                        | (Filler) A Acusação do Vinho Vermelho!                                                                    | 15/12/2008                              |
| 14ª TEMPORADA (2009) - Episódios 521~561   | |                                         |
| #####                                      | TÍTULO TRADUZIDO                                                                                          | Estreia                                 |
| 521                                        | (Especial 1h) O Assassino é Kudou Shinichi!                                                               | 19/01/2009                              |
| 522                                        | (Especial 1h) A Verdadeira Identidade de Shinichi e as Lágrimas de Ran!                                   | 26/01/2009                              |
| 523                                        | O Que Ela Realmente Quer Perguntar!                                                                       | 02/02/2009                              |
| 524                                        | A Faísca Azul do Ódio! (Parte 1)                                                                          | 09/02/2009                              |
| 525                                        | A Faísca Azul do Ódio! (Parte 2)                                                                          | 16/02/2009                              |
| 526                                        | Um Presente do Verdadeiro Culpado!                                                                        | 23/02/2009                              |
| 527                                        | (Filler) A Malícia Escondida Por Trás da Mascarada!                                                       | 02/03/2009                              |
| 528                                        | O Poder é Mais Forte Que o Mistério! (Parte 1)                                                            | 09/03/2009                              |
| 529                                        | O Poder é Mais Forte Que o Mistério! (Parte 2)                                                            | 16/03/2009                              |
| 530                                        | A Verdade Por Trás da Lenda Urbana! (Parte 1)                                                             | 18/04/2009                              |
| 531                                        | A Verdade Por Trás da Lenda Urbana! (Parte 2)                                                             | 25/04/2009                              |
| 532                                        | A Cicatriz do Primeiro Amor!                                                                              | 02/05/2009                              |
| 533                                        | A Cicatriz Que Chama o Passado!                                                                           | 09/05/2009                              |
| 534                                        | Uma Nova Cicatriz e o Homem do Assobio!                                                                   | 16/05/2009                              |
| 535                                        | Uma Velha Cicatriz e o Espírito do Detetive!                                                              | 23/05/2009                              |
| 536                                        | (Filler) O Segredo da Obra-Prima Desaparecida!                                                            | 30/05/2009                              |
| 537                                        | Kaitou Kid Versus O Cofre Mais Forte! (Parte 1)                                                           | 13/06/2009                              |
| 538                                        | Kaitou Kid Versus O Cofre Mais Forte! (Parte 2)                                                           | 20/06/2009                              |
| 539                                        | (Filler) A Herança de um Tolo!                                                                            | 04/07/2009                              |
| 540                                        | (Filler) O Dia em que o Mouri Kogorou Deixou de ser um Detetive! (Parte 1)                                | 11/07/2009                              |
| 541                                        | (Filler) O Dia em que o Mouri Kogorou Deixou de ser um Detetive! (Parte 2)                                | 18/07/2009                              |
| 542                                        | A Pedra Ikkaru Onde os Peixes Desaparecem! (Parte 1)                                                      | 25/07/2009                              |
| 543                                        | A Pedra Ikkaru Onde os Peixes Desaparecem! (Parte 2)                                                      | 01/08/2009                              |
| 544                                        | (Filler) A Mão que Toca em Dissonância!                                                                   | 08/08/2009                              |
| 545                                        | A Bruxa Escondida na Névoa! (Parte 1)                                                                     | 05/09/2009                              |
| 546                                        | A Bruxa Escondida na Névoa! (Parte 2)                                                                     | 12/09/2009                              |
| 547                                        | (Filler) Dois Dias Com o Culpado! (Primeiro Dia)                                                          | 19/09/2009                              |
| 548                                        | (Filler) Dois Dias Com o Culpado! (Segundo Dia)                                                           | 26/09/2009                              |
| 549                                        | O Mistério do Kaitenzushi! (Parte 1)                                                                      | 03/10/2009                              |
| 550                                        | O Mistério do Kaitenzushi! (Parte 2)                                                                      | 10/10/2009                              |
| 551                                        | O Culpado é o Pai do Genta! (Parte 1)                                                                     | 17/10/2009                              |
| 552                                        | O Culpado é o Pai do Genta! (Parte 2)                                                                     | 24/10/2009                              |
| 553                                        | (Filler) A Sala de Interrogatório!                                                                        | 31/10/2009                              |
| 554                                        | (Filler) O Tour Misterioso da Cegonha! (Parte da Busca pela Ran)                                          | 07/11/2009                              |
| 555                                        | (Filler) O Tour Misterioso da Cegonha! (Parte da Perseguição da Haruna)                                   | 14/11/2009                              |
| 556                                        | (Filler) O Cruzamento do Medo!                                                                            | 21/11/2009                              |
| 557                                        | Uma Dupla Perigosa!                                                                                       | 28/11/2009                              |
| 558                                        | A Mansão da Morte e a Parede Vermelha! (Três Visitas)                                                     | 05/12/2009                              |
| 559                                        | A Mansão da Morte e a Parede Vermelha! (Na Palma da Mão)                                                  | 12/12/2009                              |
| 560                                        | A Mansão da Morte e a Parede Vermelha! (Falecido Koumei)                                                  | 19/12/2009                              |
| 561                                        | A Mansão da Morte e a Parede Vermelha! (Estratégia do Forte Vazio)                                        | 26/12/2009                              |
| 15ª TEMPORADA (2010) - Episódios 562~601   | |                                         |
| #####                                      | TÍTULO TRADUZIDO                                                                                          | Estreia                                 |
| 562                                        | (Filler) O Sequestro do Arco-íris!                                                                        | 16/01/2010                              |
| 563                                        | Jovens Detetives vs. Grupo de Ladrões! (Tumulto)                                                          | 23/01/2010                              |
| 564                                        | Jovens Detetives vs. Grupo de Ladrões! (Silêncio)                                                         | 30/01/2010                              |
| 565                                        | (Filler) A Testemunha Que Não Viu!                                                                        | 06/02/2010                              |
| 566                                        | (Filler) O Parceiro é Santa-san!                                                                          | 27/02/2010                              |
| 567                                        | (Filler) Intenção Assassina Em Uma Banheira Ao Ar Livre!                                                  | 06/03/2010                              |
| 568                                        | Inspetor Shiratori, Memórias de Sakura! (Parte 1)                                                         | 13/03/2010                              |
| 569                                        | Inspetor Shiratori, Memórias de Sakura! (Parte 2)                                                         | 20/03/2010                              |
| 570                                        | (Filler) O Crime Sem Possibilidade De Ser Provado!                                                        | 27/03/2010                              |
| 571                                        | Batalha Pelo Tesouro do Depósito Abandonado! (Parte 1)                                                    | 01/05/2010                              |
| 572                                        | Batalha Pelo Tesouro do Depósito Abandonado! (Parte 2)                                                    | 08/05/2010                              |
| 573                                        | O Paradeiro do Amuleto Vergonhoso! (Parte 1)                                                              | 15/05/2010                              |
| 574                                        | O Paradeiro do Amuleto Vergonhoso! (Parte 2)                                                              | 22/05/2010                              |
| 575                                        | O Álibi do Vestido Preto! (Parte 1)                                                                       | 29/05/2010                              |
| 576                                        | O Álibi do Vestido Preto! (Parte 2)                                                                       | 05/06/2010                              |
| 577                                        | (Filler) A Verdade Iluminada Pelos Vagalumes!                                                             | 19/06/2010                              |
| 578                                        | A Crise Atraída Pelo Presságio Vermelho!                                                                  | 26/06/2010                              |
| 579                                        | A Sugestão dos 13 Pretos!                                                                                 | 03/07/2010                              |
| 580                                        | O Tempo Limite Negro Se Aproxima!                                                                         | 10/07/2010                              |
| 581                                        | O Surpreendente Alvo Vermelho!                                                                            | 17/07/2010                              |
| 582                                        | (Filler) A Noite Em Que o Zumbi Morreu!                                                                   | 24/07/2010                              |
| 583                                        | O Amor da Kobayashi-sensei!                                                                               | 14/08/2010                              |
| 584                                        | O Amor Perdido do Inspetor Shiratori!                                                                     | 21/08/2010                              |
| 585                                        | O Eterno Amor de Sakura!                                                                                  | 28/08/2010                              |
| 586                                        | O Chifre do Kirin que Desapareceu no Escuro!                                                              | 04/09/2010                              |
| 587                                        | Kaitou Kid VS. Os Quatro Jovens Detetives Divinos!                                                        | 11/09/2010                              |
| 588                                        | (Filler) A Armadilha da Plantação no Telhado!                                                             | 18/09/2010                              |
| 589                                        | O Pior Aniversário! (Parte 1)                                                                             | 25/09/2010                              |
| 590                                        | O Pior Aniversário! (Parte 2)                                                                             | 02/10/2010                              |
| 591                                        | (Filler) A Casa Com os Aquários!                                                                          | 16/10/2010                              |
| 592                                        | O Macaco e o Kumade do Festival do Galo! (Parte 1)                                                        | 23/10/2010                              |
| 593                                        | O Macaco e o Kumade do Festival do Galo! (Parte 2)                                                        | 30/10/2010                              |
| 594                                        | (Filler) O Tour das Sete Maravilhas de Hiroshima-Miyajima (Parte de Miyajima)                             | 06/11/2010                              |
| 595                                        | (Filler) O Tour das Sete Maravilhas de Hiroshima-Miyajima (Parte de Hiroshima)                            | 13/11/2010                              |
| 596                                        | (Filler) O Álibi da Queda!                                                                                | 20/11/2010                              |
| 597                                        | O Cenário da Sala Fechada Cheia de Vapor! (Parte 1)                                                       | 27/11/2010                              |
| 598                                        | O Cenário da Sala Fechada Cheia de Vapor! (Parte 2)                                                       | 04/12/2010                              |
| 599                                        | (Filler) O Aliado da Justiça!                                                                             | 11/12/2010                              |
| 600                                        | O Sonho em que o Kappa Foi Visto! (Parte 1)                                                               | 25/12/2010                              |
| 601                                        | O Sonho em que o Kappa Foi Visto! (Parte 2)                                                               | 01/01/2011                              |
| 16ª TEMPORADA (2011) - Episódios 602~641   | |                                         |
| #####                                      | TÍTULO TRADUZIDO                                                                                          | Estreia                                 |
| 602                                        | (Filler) O Demônio Escondido no Campo de Tênis!                                                           | 08/01/2011                              |
| 603                                        | (Filler) O Mistério da Sala Trancada da Sessão Espírita! (A Primeira Sala Trancada)                       | 29/01/2011                              |
| 604                                        | (Filler) O Mistério da Sala Trancada da Sessão Espírita! (A Segunda Sala Trancada)                        | 05/02/2011                              |
| 605                                        | (Filler) O Mistério da Sala Trancada da Sessão Espírita! (Quarto Trancado Aberto)                         | 12/02/2011                              |
| 606                                        | (Filler) Confronto no Tribunal 4. Júri Kobayashi Sumiko! (Parte 1)                                        | 19/02/2011                              |
| 607                                        | (Filler) Confronto no Tribunal 4. Júri Kobayashi Sumiko! (Parte 2)                                        | 26/02/2011                              |
| 608                                        | White Day da Traição! (Parte 1)                                                                           | 05/03/2011                              |
| 609                                        | White Day da Traição! (Parte 2)                                                                           | 12/03/2011                              |
| 610                                        | A Vítima é Kudou Shinichi!                                                                                | 09/04/2011                              |
| 611                                        | Castelo Inubushi do Cão Flamejante! (Capítulo dos Salgueiros e Tufos)                                     | 16/04/2011                              |
| 612                                        | Castelo Inubushi do Cão Flamejante! (Capítulo dos Passos)                                                 | 23/04/2011                              |
| 613                                        | Castelo Inubushi do Cão Flamejante! (Capítulo da Princesa)                                                | 30/04/2011                              |
| 614                                        | O Plano Secreto Escrito no Diário! (Parte 1)                                                              | 07/05/2011                              |
| 615                                        | O Plano Secreto Escrito no Diário! (Parte 2)                                                              | 14/05/2011                              |
| 616                                        | A Revelação de Holmes! (Aprendiz de Holmes)                                                               | 21/05/2011                              |
| 617                                        | A Revelação de Holmes! (Love is 0)                                                                        | 28/05/2011                              |
| 618                                        | A Revelação de Holmes! (SATAN)                                                                            | 04/06/2011                              |
| 619                                        | A Revelação de Holmes! (Code Break)                                                                       | 11/06/2011                              |
| 620                                        | A Revelação de Holmes! (Grass Court Queen)                                                                | 18/06/2011                              |
| 621                                        | A Revelação de Holmes! (0 is Start)                                                                       | 25/06/2011                              |
| 622                                        | Situação de Emergência 252! (Parte 1)                                                                     | 02/07/2011                              |
| 623                                        | Situação de Emergência 252! (Parte 2)                                                                     | 09/07/2011                              |
| 624                                        | Carta em Vídeo do Primeiro Amor!                                                                          | 16/07/2011                              |
| 625                                        | A Sala de Operação do Grito! (Parte 1)                                                                    | 23/07/2011                              |
| 626                                        | A Sala de Operação do Grito! (Parte 2)                                                                    | 30/07/2011                              |
| 627                                        | A Batalha de Conan e Kid pelo Tesouro de Ryouma! (Parte 1)                                                | 20/08/2011                              |
| 628                                        | A Batalha de Conan e Kid pelo Tesouro de Ryouma! (Parte 2)                                                | 27/08/2011                              |
| 629                                        | (Filler) O Caso da Filmagem do Promo Vídeo! (Parte 1)                                                     | 03/09/2011                              |
| 630                                        | (Filler) O Caso da Filmagem do Promo Vídeo! (Parte 2)                                                     | 10/09/2011                              |
| 631                                        | (Filler) O Que o Relógio de Flores Sabia!                                                                 | 17/09/2011                              |
| 632                                        | O Guardião do Tempo! (Parte 1)                                                                            | 01/10/2011                              |
| 633                                        | O Guardião do Tempo! (Parte 2)                                                                            | 08/10/2011                              |
| 634                                        | (Filler) O Local do Crime um Bar Pequeno!                                                                 | 15/10/2011                              |
| 635                                        | (Filler) Tome Cuidado Quando Ficar de Dieta!                                                              | 05/11/2011                              |
| 636                                        | (Filler) O Caso da Escola mais Eficiente do Mundo! (Parte 1)                                              | 12/11/2011                              |
| 637                                        | (Filler) O Caso da Escola mais Eficiente do Mundo! (Parte 2)                                              | 19/11/2011                              |
| 638                                        | (Filler) Resolvendo Mistérios no Palácio das Folhas de Outono! (Parte 1)                                  | 26/11/2011                              |
| 639                                        | (Filler) Resolvendo Mistérios no Palácio das Folhas de Outono! (Parte 2)                                  | 03/12/2011                              |
| 640                                        | (Filler) A Viagem da Memória dos Oito Desenhos! (Parte 1)                                                 | 10/12/2011                              |
| 641                                        | (Filler) A Viagem da Memória dos Oito Desenhos! (Parte 2)                                                 | 17/12/2011                              |
| 17ª TEMPORADA (2012) - Episódios 642~680   | |                                         |
| #####                                      | TÍTULO TRADUZIDO                                                                                          | Estreia                                 |
| 642                                        | Apanhando Cartas de Karuta em Apuros! (Parte 1)                                                           | 07/01/2012                              |
| 643                                        | Apanhando Cartas de Karuta em Apuros! (Parte 2)                                                           | 14/01/2012                              |
| 644                                        | Um Lámen Tão Bom De Morrer! (Parte 1)                                                                     | 04/02/2012                              |
| 645                                        | Um Lámen Tão Bom De Morrer! (Parte 2)                                                                     | 11/02/2012                              |
| 646                                        | Confronto de Deduções no Hotel Fantasma! (Parte 1)                                                        | 18/02/2012                              |
| 647                                        | Confronto de Deduções no Hotel Fantasma! (Parte 2)                                                        | 25/02/2012                              |
| 648                                        | O Caso da Agência de Detetives Sitiada! (O Surto)                                                         | 03/03/2012                              |
| 649                                        | O Caso da Agência de Detetives Sitiada! (Ataque)                                                          | 10/03/2012                              |
| 650                                        | O Caso da Agência de Detetives Sitiada! (Libertação)                                                      | 17/03/2012                              |
| 651                                        | (Especial 1h) Conan vs. Heiji! A Batalha de Deduções Entre os Detetives do Leste e do Oeste!              | 24/03/2012                              |
| 652                                        | O Design do Veneno e da Miragem! (EYE)                                                                    | 21/04/2012                              |
| 653                                        | O Design do Veneno e da Miragem! (S)                                                                      | 28/04/2012                              |
| 654                                        | O Design do Veneno e da Miragem! (Poison)                                                                 | 05/05/2012                              |
| 655                                        | O Design do Veneno e da Miragem! (Illusion)                                                               | 12/05/2012                              |
| 656                                        | O Vídeo do Professor na Internet! (Parte 1)                                                               | 19/05/2012                              |
| 657                                        | O Vídeo do Professor na Internet! (Parte 2)                                                               | 26/05/2012                              |
| 658                                        | (Filler) A Armadinha Flamejante de Chocolate!                                                             | 02/06/2012                              |
| 659                                        | Investigando com o seu Primeiro Amor! (Parte 1)                                                           | 09/06/2012                              |
| 660                                        | Investigando com o seu Primeiro Amor! (Parte 2)                                                           | 16/06/2012                              |
| 661                                        | Kogorou-San é uma Boa Pessoa! (Parte 1)                                                                   | 23/06/2012                              |
| 662                                        | Kogorou-San é uma Boa Pessoa! (Parte 2)                                                                   | 30/06/2012                              |
| 663                                        | (Filler) Persigam o Besouro Miyama!                                                                       | 07/07/2012                              |
| 664                                        | (Filler) O Triunfo da Grande Cadela Coeur 2!                                                              | 14/07/2012                              |
| 665                                        | (Filler) A Inicial Suspeita K!                                                                            | 21/07/2012                              |
| 666                                        | (Filler) A Ameaça na Noite Chuvosa!                                                                       | 28/07/2012                              |
| 667                                        | A Véspera de Casamento! (Parte 1)                                                                         | 01/09/2012                              |
| 668                                        | A Véspera de Casamento! (Parte 2)                                                                         | 11/09/2012                              |
| 669                                        | (Filler) O Tesouro Escondido na Torre Negra! (Parte 1)                                                    | 15/09/2012                              |
| 670                                        | (Filler) O Tesouro Escondido na Torre Negra! (Parte 2)                                                    | 22/09/2012                              |
| 671                                        | A Noite dos Detetives! (O Caso)                                                                           | 06/10/2012                              |
| 672                                        | A Noite dos Detetives! (Sequestro)                                                                        | 13/10/2012                              |
| 673                                        | A Noite dos Detetives! (Dedução)                                                                          | 20/10/2012                              |
| 674                                        | A Noite dos Detetives! (Bourbon)                                                                          | 27/10/2012                              |
| 675                                        | Não Perdoo Nem Mais Um Milímetro! (Parte 1)                                                               | 10/11/2012                              |
| 676                                        | Não Perdoo Nem Mais Um Milímetro! (Parte 2)                                                               | 17/11/2012                              |
| 677                                        | (Filler) A Praia Sem Pegadas!                                                                             | 24/11/2012                              |
| 678                                        | (Filler) Mistério do Teatro Nagasaki (Capítulo do Fim da Era Edo)                                         | 01/12/2012                              |
| 679                                        | (Filler) Mistério do Teatro Nagasaki (Capítulo da Era Moderna)                                            | 08/12/2012                              |
| 680                                        | (Filler) A Rapsódia do Cacto!                                                                             | 15/12/2012                              |
| 18ª TEMPORADA (2013) - Episódios 681~723   | |                                         |
| #####                                      | TÍTULO TRADUZIDO                                                                                          | Estreia                                 |
| 681                                        | A Transmissão de Amor com Risco de Vida! (Início da Transmissão)                                          | 05/01/2013                              |
| 682                                        | A Transmissão de Amor com Risco de Vida! (Estado Crítico)                                                 | 12/01/2013                              |
| 683                                        | A Transmissão de Amor com Risco de Vida! (Rápido para o Local)                                            | 19/01/2013                              |
| 684                                        | Espuma, Vapor e Fumaça! (Parte 1)                                                                         | 26/01/2013                              |
| 685                                        | Espuma, Vapor e Fumaça! (Parte 2)                                                                         | 02/02/2013                              |
| 686                                        | (Filler) O Carro que Transporta uma Bomba-Relógio!                                                        | 09/02/2013                              |
| 687                                        | (Filler) A Armadilha do Gelo sem Solução!                                                                 | 16/02/2013                              |
| 688                                        | (Filler) O Detetive Takagi Encontra 30 Milhões de Ienes!                                                  | 23/02/2013                              |
| 689                                        | (Filler) A Mensagem de um Cliente!                                                                        | 02/03/2013                              |
| 690                                        | O Caso Arquivado de Kudou Yusaku! (Parte 1)                                                               | 09/03/2013                              |
| 691                                        | O Caso Arquivado de Kudou Yusaku! (Parte 2)                                                               | 16/03/2013                              |
| 692                                        | (Filler) O Cruzeiro Noturno sob as Cerejeiras do Rio Sumida! (Parte 1)                                    | 23/03/2013                              |
| 693                                        | (Filler) O Cruzeiro Noturno sob as Cerejeiras do Rio Sumida! (Parte 2)                                    | 30/03/2013                              |
| 694                                        | (Filler) Os Doces Desaparecidos na Loja Antiga!                                                           | 20/04/2013                              |
| 695                                        | (Filler) As Rosas no Vinhedo!                                                                             | 27/04/2013                              |
| 696                                        | (Filler) O Esquema do Ato de Vandalismo no Canteiro de Flores!                                            | 04/05/2013                              |
| 697                                        | (Filler) A Janela do Colégio Feminino!                                                                    | 11/05/2013                              |
| 698                                        | (Filler) Inacreditável! O Caso da Queda do OVNI!                                                          | 18/05/2013                              |
| 699                                        | A Sombra se Aproxima do Segredo de Haibara! (Parte 1)                                                     | 08/06/2013                              |
| 700                                        | A Sombra se Aproxima do Segredo de Haibara! (Parte 2)                                                     | 15/06/2013                              |
| 701                                        | O Trem Misterioso Tingido de Negro! (Partida)                                                             | 13/07/2013                              |
| 702                                        | O Trem Misterioso Tingido de Negro! (Tunel)                                                               | 20/07/2013                              |
| 703                                        | O Trem Misterioso Tingido de Negro! (Encruzilhada)                                                        | 27/07/2013                              |
| 704                                        | O Trem Misterioso Tingido de Negro! (Destino)                                                             | 03/08/2013                              |
| 705                                        | Conan no Quarto Fechado!                                                                                  | 10/08/2013                              |
| 706                                        | Bourbon Desvenda o Caso!                                                                                  | 17/08/2013                              |
| 707                                        | (Filler) O Grande Detetive é Incriminado!                                                                 | 31/08/2013                              |
| 708                                        | (Filler) O Homem que Caiu Lentamente                                                                      | 07/09/2013                              |
| 709                                        | (Filler) O Caso da Colisão Não Confirmada!                                                                | 14/09/2013                              |
| 710                                        | O Que Todos Viram! (Parte 1)                                                                              | 21/09/2013                              |
| 711                                        | O Que Todos Viram! (Parte 2)                                                                              | 21/09/2013                              |
| 712                                        | Hattori Heiji e a Mansão do Vampiro! (Ichi)                                                               | 05/10/2013                              |
| 713                                        | Hattori Heiji e a Mansão do Vampiro! (Ni)                                                                 | 12/10/2013                              |
| 714                                        | Hattori Heiji e a Mansão do Vampiro! (San)                                                                | 19/10/2013                              |
| 715                                        | Hattori Heiji e a Mansão do Vampiro! (Yon)                                                                | 26/10/2013                              |
| 716                                        | (Filler) Os Demônios Dançam na Mansão das Máscaras Noh! (Parte 1)                                         | 02/11/2013                              |
| 717                                        | (Filler) Os Demônios Dançam na Mansão das Máscaras Noh! (Parte 2)                                         | 09/11/2013                              |
| 718                                        | (Filler) Um Ciclo Diabólico!                                                                              | 16/11/2013                              |
| 719                                        | (Filler) A Disputa pelo Ingresso Platina!                                                                 | 23/11/2013                              |
| 720                                        | (Filler) A Viagem Misteriosa do Fogo e da Água! (Parte de Aso)                                            | 30/11/2013                              |
| 721                                        | (Filler) A Viagem Misteriosa do Fogo e da Água! (Parte de Kumamoto)                                       | 07/12/2013                              |
| 722                                        | Um Serviço de Entrega Doce e Gélido! (Parte 1)                                                            | 14/12/2013                              |
| 723                                        | Um Serviço de Entrega Doce e Gélido! (Parte 2)                                                            | 21/12/2013                              |
| 19ª TEMPORADA (2014) - Episódios 724~762   | |                                         |
| #####                                      | TÍTULO TRADUZIDO                                                                                          | Estreia                                 |
| 724                                        | Kaitou Kid e a Blush Mermaid! (Parte 1)                                                                   | 04/01/2014                              |
| 725                                        | Kaitou Kid e a Blush Mermaid! (Parte 2)                                                                   | 11/01/2014                              |
| 726                                        | (Filler) Um E-mail Feliz que Traz Tristeza!                                                               | 18/01/2014                              |
| 727                                        | O Baú do Tesouro Cheio de Frutas! (Parte 1)                                                               | 25/01/2014                              |
| 728                                        | O Baú do Tesouro Cheio de Frutas! (Parte 2)                                                               | 01/02/2014                              |
| 729                                        | (Filler) Um Diamante, uma Pintura e uma Grande Atriz!                                                     | 08/02/2014                              |
| 730                                        | (Filler) A Miniatura Que Era Muito Boa!                                                                   | 22/02/2014                              |
| 731                                        | O Ex-Namorado que Mora Perto de uma Cena de Crime! (Parte 1)                                              | 01/03/2014                              |
| 732                                        | O Ex-Namorado que Mora Perto de uma Cena de Crime! (Parte 2)                                              | 08/03/2014                              |
| 733                                        | (Filler) O Banquete do Casamento e os Dois Tiros!                                                         | 22/03/2014                              |
| 734                                        | (Especial 1h) As Memórias de Jodie e a Armadilha da Observação das Flores!                                | 29/03/2014                              |
| 735                                        | (Filler) O Convite Codificado!                                                                            | 19/04/2014                              |
| 736                                        | (Filler) O Segredo da Estátua de Mouri Kogorou!                                                           | 26/04/2014                              |
| 737                                        | (Filler) A Rota de Caminhada Suspeita!                                                                    | 03/05/2014                              |
| 738                                        | Kogorou no Bar! (Parte 1)                                                                                 | 10/05/2014                              |
| 739                                        | Kogorou no Bar! (Parte 2)                                                                                 | 17/05/2014                              |
| 740                                        | O Banheiro Onde a Ran Desmaiou! (Parte 1)                                                                 | 31/05/2014                              |
| 741                                        | O Banheiro Onde a Ran Desmaiou! (Parte 2)                                                                 | 07/06/2014                              |
| 742                                        | (Filler) A Promessa Com o J-Leaguer!                                                                      | 14/06/2014                              |
| 743                                        | (Filler) Uma Coincidência Atrás da Outra!                                                                 | 21/06/2014                              |
| 744                                        | O Suspeito é Kyogoku Makoto! (Parte 1)                                                                    | 28/06/2014                              |
| 745                                        | O Suspeito é Kyogoku Makoto! (Parte 2)                                                                    | 05/07/2014                              |
| 746                                        | Kaitou Kid vs. Kyogoku Makoto! (Parte 1)                                                                  | 19/07/2014                              |
| 747                                        | Kaitou Kid vs. Kyogoku Makoto! (Parte 2)                                                                  | 26/07/2014                              |
| 748                                        | A História de Amor do Detetive da Polícia Metropolitana 9! (Confissão)                                    | 02/08/2014                              |
| 749                                        | A História de Amor do Detetive da Polícia Metropolitana 9! (Verdade)                                      | 09/08/2014                              |
| 750                                        | (Filler) O Homem Traído Pelo Mar!                                                                         | 06/09/2014                              |
| 751                                        | O Caso do Gato da Sorte! (Parte 1)                                                                        | 20/09/2014                              |
| 752                                        | O Caso do Gato da Sorte! (Parte 2)                                                                        | 27/09/2014                              |
| 753                                        | (Filler) O Ponto Cego na Casa Compartilhada!                                                              | 04/10/2014                              |
| 754                                        | A Tragédia da Mulher Vermelha! (Vapor)                                                                    | 11/10/2014                              |
| 755                                        | A Tragédia da Mulher Vermelha! (Espírito Maligno)                                                         | 18/10/2014                              |
| 756                                        | A Tragédia da Mulher Vermelha! (Vingança)                                                                 | 25/10/2014                              |
| 757                                        | (Filler) O Comediante Que Se Entregou! (Parte 1)                                                          | 01/11/2014                              |
| 758                                        | (Filler) O Comediante Que Se Entregou! (Parte 2)                                                          | 08/11/2014                              |
| 759                                        | O Romance Com Uma Conclusão Inesperada! (Parte 1)                                                         | 22/11/2014                              |
| 760                                        | O Romance Com Uma Conclusão Inesperada! (Parte 2)                                                         | 29/11/2014                              |
| 761                                        | (Filler) O Tour Misterioso de Kaga Hyakumangoku! (Parte 1)                                                | 06/12/2014                              |
| 762                                        | (Filler) O Tour Misterioso de Kaga Hyakumangoku! (Parte 2)                                                | 13/12/2014                              |
| 20ª TEMPORADA (2015) - Episódios 763~803   | |                                         |
| #####                                      | TÍTULO TRADUZIDO                                                                                          | Estreia                                 |
| 763                                        | O Código do Amor de Conan e Heiji! (Parte 1)                                                              | 10/01/2015                              |
| 764                                        | O Código do Amor de Conan e Heiji! (Parte 2)                                                              | 17/01/2015                              |
| 765                                        | O Caso da Pipa no Rio Teimuzu! (Parte 1)                                                                  | 24/01/2015                              |
| 766                                        | O Caso da Pipa no Rio Teimuzu! (Parte 2)                                                                  | 31/01/2015                              |
| 767                                        | (Filler) O Namorado Que Desapareceu na Nevasca!                                                           | 07/02/2015                              |
| 768                                        | (Filler) O Caso do Aprisionamento de Haibara Ai!                                                          | 21/02/2015                              |
| 769                                        | (Filler) O Paciente de Emergência Problemático!                                                           | 28/02/2015                              |
| 770                                        | A Festa do Chá Tensa! (Parte 1)                                                                           | 07/03/2015                              |
| 771                                        | A Festa do Chá Tensa! (Parte 2)                                                                           | 14/03/2015                              |
| 772                                        | O Caso do Aquário de Kudou Shinichi! (Parte 1)                                                            | 21/03/2015                              |
| 773                                        | O Caso do Aquário de Kudou Shinichi! (Parte 2)                                                            | 28/03/2015                              |
| 774                                        | (Filler) O Desaparecimento de "O Grito" de Munch!                                                         | 18/04/2015                              |
| 775                                        | (Filler) Grande Detetive Manipulado! (Parte 1)                                                            | 25/04/2015                              |
| 776                                        | (Filler) Grande Detetive Manipulado! (Parte 2)                                                            | 02/05/2015                              |
| 777                                        | (Filler) Jovens Detetives vs. Detetives Silver!                                                           | 09/05/2015                              |
| 778                                        | (Filler) A Miragem do Anjo que Desapareceu!                                                               | 16/05/2015                              |
| 779                                        | O Prólogo Escarlate!                                                                                      | 30/05/2015                              |
| 780                                        | A Perseguição Escarlate!                                                                                  | 06/06/2015                              |
| 781                                        | A Encruzilhada Escarlate!                                                                                 | 13/06/2015                              |
| 782                                        | O Retorno Escarlate!                                                                                      | 20/06/2015                              |
| 783                                        | A Verdade Escarlate!                                                                                      | 27/06/2015                              |
| 784                                        | (Filler) Bem Vindo ao Clube Orihime!                                                                      | 11/07/2015                              |
| 785                                        | A Partida do Amor do Taiko Meijin! (Parte 1)                                                              | 18/07/2015                              |
| 786                                        | A Partida do Amor do Taiko Meijin! (Parte 2)                                                              | 25/07/2015                              |
| 787                                        | O Mistério do Afogamento na Piscina de Verão!(Parte 1)                                                    | 01/08/2015                              |
| 788                                        | O Mistério do Afogamento na Piscina de Verão!(Parte 2)                                                    | 08/08/2015                              |
| 789                                        | (Filler) A Previsão do Tempo da Rainha!                                                                   | 15/08/2015                              |
| 790                                        | (Filler) O Serviço Sangrento do Bekapon!                                                                  | 05/09/2015                              |
| 791                                        | (Filler) Detetive Takagi Fugindo Algemado!                                                                | 12/09/2015                              |
| 792                                        | As Três Primeiras Testemunhas! (Parte 1)                                                                  | 19/09/2015                              |
| 793                                        | As Três Primeiras Testemunhas! (Parte 2)                                                                  | 26/09/2015                              |
| 794                                        | (Filler) Mouri Kogorou, O Guarda-Costas!                                                                  | 03/10/2015                              |
| 795                                        | (Filler) O Segredo da Esposa Desaparecida!                                                                | 10/10/2015                              |
| 796                                        | (Filler) O Estratagema do Casal Apaixonado!                                                               | 17/10/2015                              |
| 797                                        | (Filler) A Grande Dedução da Garota Sonhadora!                                                            | 24/10/2015                              |
| 798                                        | (Filler) O Alvo Móvel!                                                                                    | 07/11/2015                              |
| 799                                        | (Filler) A Batalha do Mistério da Sala Fechada dos Jovens Detetives!                                      | 14/11/2015                              |
| 800                                        | (Filler) Atrás dos 100 Milhões de Ienes!                                                                  | 21/11/2015                              |
| 801                                        | (Filler) O Tour Misterioso nas Dunas de Areia de Tottori! (Parte de Kurayoshi)                            | 28/11/2015                              |
| 802                                        | (Filler) O Tour Misterioso nas Dunas de Areia de Tottori! (Parte de Tottori)                              | 05/12/2015                              |
| 803                                        | (Filler) A Armadilha das Precauções com Fogo!                                                             | 12/12/2015                              |
| 21ª TEMPORADA (2016) - Episódios 804~844   | |                                         |
| #####                                      | TÍTULO TRADUZIDO                                                                                          | Estreia                                 |
| 804                                        | (Filler) (Especial 1h) Conan e Ebizo e o Mistério do Kabuki Juhachiban! (Parte 1)                         | 09/01/2016                              |
| 805                                        | (Filler) (Especial 1h) Conan e Ebizo e o Mistério do Kabuki Juhachiban! (Parte 2)                         | 16/01/2016                              |
| 806                                        | (Filler) A Ilusão do Ventriloquista! (Parte 1)                                                            | 30/01/2016                              |
| 807                                        | (Filler) A Ilusão do Ventriloquista! (Parte 2)                                                            | 06/02/2016                              |
| 808                                        | A Pousada do Kamaitachi! (Parte 1)                                                                        | 13/02/2016                              |
| 809                                        | A Pousada do Kamaitachi! (Parte 2)                                                                        | 20/02/2016                              |
| 810                                        | As Trevas da Polícia da Prefeitura! (Parte 1)                                                             | 27/02/2016                              |
| 811                                        | As Trevas da Polícia da Prefeitura! (Parte 2)                                                             | 05/03/2016                              |
| 812                                        | As Trevas da Polícia da Prefeitura! (Parte 3)                                                             | 12/03/2016                              |
| 813                                        | (Filler) A Sombra se Aproximando de Amuro!                                                                | 16/04/2016                              |
| 814                                        | O Caso do Quarto Fechado da Atriz Blogger! (Parte 1)                                                      | 23/04/2016                              |
| 815                                        | O Caso do Quarto Fechado da Atriz Blogger! (Parte 2)                                                      | 30/04/2016                              |
| 816                                        | (Filler) O Miserável e Gentil Alienígena!                                                                 | 07/05/2016                              |
| 817                                        | (Filler) A Noiva Desaparecida!                                                                            | 14/05/2016                              |
| 818                                        | (Filler) A Perseguição de Raiva de Kogorou! (Parte 1)                                                     | 21/05/2016                              |
| 819                                        | (Filler) A Perseguição de Raiva de Kogorou! (Parte 2)                                                     | 28/05/2016                              |
| 820                                        | (Filler) As Sete Pessoas na Sala de Espera!                                                               | 04/06/2016                              |
| 821                                        | (Filler) O Segredo Escondido no Templo Dongaraji!                                                         | 11/06/2016                              |
| 822                                        | Os Suspeitos São o Casal Apaixonado! (Parte 1)                                                            | 18/06/2016                              |
| 823                                        | Os Suspeitos São o Casal Apaixonado! (Parte 2)                                                            | 25/06/2016                              |
| 824                                        | (Filler) Os Jovens Detetives se Abrigando da Chuva!                                                       | 09/07/2016                              |
| 825                                        | (Filler) O Caso da Inversão da Maré no Parque!                                                            | 16/07/2016                              |
| 826                                        | (Filler) A Mulher Bonita, a Mentira e o Segredo!                                                          | 23/07/2016                              |
| 827                                        | Um Lámen Tão Bom de Morrer 2! (Parte 1)                                                                   | 30/07/2016                              |
| 828                                        | Um Lámen Tão Bom de Morrer 2! (Parte 2)                                                                   | 06/08/2016                              |
| 829                                        | (Filler) O Garoto Misterioso!                                                                             | 13/08/2016                              |
| 830                                        | A Casa de Campo Rodeada por Zumbis! (Parte 1)                                                             | 03/09/2016                              |
| 831                                        | A Casa de Campo Rodeada por Zumbis! (Parte 2)                                                             | 10/09/2016                              |
| 832                                        | A Casa de Campo Rodeada por Zumbis! (Parte 3)                                                             | 17/09/2016                              |
| 833                                        | (Filler) A Fraqueza do Grande Detetive!                                                                   | 24/09/2016                              |
| 834                                        | (Filler) O Homem que Morreu Duas Vezes! (Parte 1)                                                         | 01/10/2016                              |
| 835                                        | (Filler) O Homem que Morreu Duas Vezes! (Parte 2)                                                         | 08/10/2016                              |
| 836                                        | A Banda de Garotas Com Uma Má Relação! (Parte 1)                                                          | 15/10/2016                              |
| 837                                        | A Banda de Garotas Com Uma Má Relação! (Parte 2)                                                          | 22/10/2016                              |
| 838                                        | (Filler) O Misterioso Caso do Balão de Ar Quente!                                                         | 05/11/2016                              |
| 839                                        | (Filler) A Voz do Tengu Ressoa!                                                                           | 12/11/2016                              |
| 840                                        | (Filler) O Último Presente!                                                                               | 19/11/2016                              |
| 841                                        | (Filler) A Parada de Ônibus Chuvosa!                                                                      | 26/11/2016                              |
| 842                                        | (Filler) O Momento Decisivo em um Encontro num Passeio!                                                   | 10/12/2016                              |
| 843                                        | Os Jovens Detetives em um Bosque! (Parte 1)                                                               | 17/12/2016                              |
| 844                                        | Os Jovens Detetives em um Bosque! (Parte 2)                                                               | 24/12/2016                              |
| 22ª TEMPORADA (2017) - Episódios 845~886   | |                                         |
| #####                                      | TÍTULO TRADUZIDO                                                                                          | Estreia                                 |
| 845                                        | (Filler) A Situação Desesperadora de Conan no Escuro! (Parte 1)                                           | 07/01/2017                              |
| 846                                        | (Filler) A Situação Desesperadora de Conan no Escuro! (Parte 2)                                           | 14/01/2017                              |
| 847                                        | O Caso do UFO de Chiba! (Parte 1)                                                                         | 28/01/2017                              |
| 848                                        | O Caso do UFO de Chiba! (Parte 2)                                                                         | 04/02/2017                              |
| 849                                        | A Senha do Registro de Casamento! (Parte 1)                                                               | 11/02/2017                              |
| 850                                        | A Senha do Registro de Casamento! (Parte 2)                                                               | 18/02/2017                              |
| 851                                        | (Filler) O Tour da Descida ao Inferno e do Amor! (Parte 1)                                                | 04/03/2017                              |
| 852                                        | (Filler) O Tour da Descida ao Inferno e do Amor! (Parte 2)                                                | 11/03/2017                              |
| 853                                        | Memórias da Classe Sakura! (Ran GIRL)                                                                     | 18/03/2017                              |
| 854                                        | Memórias da Classe Sakura! (Shinichi BOY)                                                                 | 25/03/2017                              |
| 855                                        | (Filler) O Mistério do Obi Preto Desaparecido!                                                            | 15/04/2017                              |
| 856                                        | (Filler) O Segredo do Casal Socialite!                                                                    | 22/04/2017                              |
| 857                                        | (Filler) O Mistério Incerto de Beika! (Parte 1)                                                           | 29/04/2017                              |
| 858                                        | (Filler) O Mistério Incerto de Beika! (Parte 2)                                                           | 06/05/2017                              |
| 859                                        | (Filler) A Rota da Montanha Escura!                                                                       | 13/05/2017                              |
| 860                                        | (Filler) A Armadilha do Sistema de Segurança!                                                             | 20/05/2017                              |
| 861                                        | A Mesma Cena do Crime de 17 Anos Atrás! (Parte 1)                                                         | 03/06/2017                              |
| 862                                        | A Mesma Cena do Crime de 17 Anos Atrás! (Parte 2)                                                         | 10/06/2017                              |
| 863                                        | O Assassinato do Detetive Espiritual! (Parte 1)                                                           | 17/06/2017                              |
| 864                                        | O Assassinato do Detetive Espiritual! (Parte 2)                                                           | 24/06/2017                              |
| 865                                        | (Filler) O Mainá Mal-Educado!                                                                             | 08/07/2017                              |
| 866                                        | O Palco do Traidor! (Parte 1)                                                                             | 15/07/2017                              |
| 867                                        | O Palco do Traidor! (Parte 2)                                                                             | 22/07/2017                              |
| 868                                        | (Filler) A Livraria Assobiante!                                                                           | 29/07/2017                              |
| 869                                        | (Filler) Conan Desaparece em um Penhasco! (Parte 1)                                                       | 05/08/2017                              |
| 870                                        | (Filler) Conan Desaparece em um Penhasco! (Parte 2)                                                       | 12/08/2017                              |
| 871                                        | (Filler) O Caso do Nobunaga 450!                                                                          | 02/09/2017                              |
| 872                                        | A Lenda do Nue de Conan e Heiji! (Parte do Choro)                                                         | 09/09/2017                              |
| 873                                        | A Lenda do Nue de Conan e Heiji! (Parte das Garras)                                                       | 16/09/2017                              |
| 874                                        | A Lenda do Nue de Conan e Heiji! (Parte da Solução)                                                       | 23/09/2017                              |
| 875                                        | (Filler) O Misterioso Buda Profético!                                                                     | 30/09/2017                              |
| 876                                        | (Filler) A Testemunha Mecânica!                                                                           | 07/10/2017                              |
| 877                                        | (Filler) Os Destinos Cruzados de Duas Pessoas!                                                            | 14/10/2017                              |
| 878                                        | O Ponto Cego do Provador! (Parte 1)                                                                       | 28/10/2017                              |
| 879                                        | O Ponto Cego do Provador! (Parte 2)                                                                       | 04/11/2017                              |
| 880                                        | (Filler) Os Jovens Detetives e a Casa Mal Assombrada!                                                     | 11/11/2017                              |
| 881                                        | O Feiticeiro das Ondas! (Parte 1)                                                                         | 18/11/2017                              |
| 882                                        | O Feiticeiro das Ondas! (Parte 2)                                                                         | 25/11/2017                              |
| 883                                        | (Filler) O Bombardeiro Que Saiu Do Livro! (Parte 1)                                                       | 02/12/2017                              |
| 884                                        | (Filler) O Bombardeiro Que Saiu Do Livro! (Parte 2)                                                       | 09/12/2017                              |
| 885                                        | Resolvendo um Mistério no Poirot! (Parte 1)                                                               | 16/12/2017                              |
| 886                                        | Resolvendo um Mistério no Poirot! (Parte 2)                                                               | 23/12/2017                              |
| 23ª TEMPORADA (2018) - Episódios 887~926   | |                                         |
| #####                                      | TÍTULO TRADUZIDO                                                                                          | Estreia                                 |
| 887                                        | Kaitou Kid e a Caixa Armadilha! (Parte 1)                                                                 | 06/01/2018                              |
| 888                                        | Kaitou Kid e a Caixa Armadilha! (Parte 2)                                                                 | 13/01/2018                              |
| 889                                        | O Caso do Esqueleto da Nova Professora! (Parte 1)                                                         | 20/01/2018                              |
| 890                                        | O Caso do Esqueleto da Nova Professora! (Parte 2)                                                         | 27/01/2018                              |
| 891                                        | (Filler) O Tour Misterioso da Restauração do Bakumatsu! (Parte de Yamaguchi)                              | 03/02/2018                              |
| 892                                        | (Filler) O Tour Misterioso da Restauração do Bakumatsu! (Parte de Hagi)                                   | 10/02/2018                              |
| 893                                        | (Filler) O Mistério do Restaurante Estrelado!                                                             | 24/02/2018                              |
| 894                                        | O Show de Dedução do Vizinho Detetive ao Estilo Edo! (Parte 1)                                            | 03/03/2018                              |
| 895                                        | O Show de Dedução do Vizinho Detetive ao Estilo Edo! (Parte 2)                                            | 10/03/2018                              |
| 896                                        | A Mulher Com Mãos Brancas! (Parte 1)                                                                      | 17/03/2018                              |
| 897                                        | A Mulher Com Mãos Brancas! (Parte 2)                                                                      | 24/03/2018                              |
| 898                                        | (Filler) O Bolo Derreteu!                                                                                 | 07/04/2018                              |
| 899                                        | (Filler) O Grito do Verdadeiro Culpado!                                                                   | 28/04/2018                              |
| 900                                        | (Filler) O Show da Revelação da Verdade na Sala Fechada!                                                  | 05/05/2018                              |
| 901                                        | O SOS da Advogada Kisaki! (Parte 1)                                                                       | 12/05/2018                              |
| 902                                        | O SOS da Advogada Kisaki! (Parte 2)                                                                       | 19/05/2018                              |
| 903                                        | (Filler) Pessoas da Mesma Laia Não se Dão Bem!                                                            | 26/05/2018                              |
| 904                                        | (Filler) O Resultado do Empate!                                                                           | 09/06/2018                              |
| 905                                        | (Filler) A Testemunha Sete Anos Depois! (Parte 1)                                                         | 23/06/2018                              |
| 906                                        | (Filler) A Testemunha Sete Anos Depois! (Parte 2)                                                         | 30/06/2018                              |
| 907                                        | (Filler) O Guarda-Costas da J League!                                                                     | 14/07/2018                              |
| 908                                        | (Filler) A Amizade Levada Pelo Rio!                                                                       | 21/07/2018                              |
| 909                                        | O Mistério da Barraca em Chamas! (Parte 1)                                                                | 28/07/2018                              |
| 910                                        | O Mistério da Barraca em Chamas! (Parte 2)                                                                | 04/08/2018                              |
| 911                                        | (Filler) O Pedido do Inspetor Megure!                                                                     | 01/09/2018                              |
| 912                                        | (Filler) Os Jovens Detetives se Tornam Modelos!                                                           | 08/09/2018                              |
| 913                                        | (Filler) Conan Sequestrado! (Parte 1)                                                                     | 15/09/2018                              |
| 914                                        | (Filler) Conan Sequestrado! (Parte 2)                                                                     | 22/09/2018                              |
| 915                                        | (Filler) Detetive Colegial Suzuki Sonoko!                                                                 | 29/09/2018                              |
| 916                                        | O Torneio de Kendo do Amor e do Mistério! (Parte 1)                                                       | 06/10/2018                              |
| 917                                        | O Torneio de Kendo do Amor e do Mistério! (Parte 2)                                                       | 13/10/2018                              |
| 918                                        | (Filler) A Grande Perseguição do Carro de Patrulha da Polícia!                                            | 27/10/2018                              |
| 919                                        | O Encontro Secreto das Três Garotas Colegiais na Cafeteria! (Parte 1)                                     | 03/11/2018                              |
| 920                                        | O Encontro Secreto das Três Garotas Colegiais na Cafeteria! (Parte 2)                                     | 10/11/2018                              |
| 921                                        | (Filler) A Intenção Assassina da Carona!                                                                  | 17/11/2018                              |
| 922                                        | (Filler) O Desaparecimento dos Jovens Detetives!                                                          | 24/11/2018                              |
| 923                                        | (Filler) Um Dia Sem Conan!                                                                                | 01/12/2018                              |
| 924                                        | (Filler) O Por do Sol no Campo de Tangerinas!                                                             | 08/12/2018                              |
| 925                                        | O Chaveiro Precioso! (Parte 1)                                                                            | 15/12/2018                              |
| 926                                        | O Chaveiro Precioso! (Parte 2)                                                                            | 22/12/2018                              |
| 24ª TEMPORADA (2019) - Episódios 927~964   | |                                         |
| #####                                      | TÍTULO TRADUZIDO                                                                                          | Estreia                                 |
| 927                                        | (Especial 1h) A Excursão Escolar Carmesim! (Parte Escarlate)                                              | 05/01/2019                              |
| 928                                        | (Especial 1h) A Excursão Escolar Carmesim! (Parte do Amor Carmesim)                                       | 12/01/2019                              |
| 929                                        | (Filler) A Mulher na Janela! (Parte 1)                                                                    | 02/02/2019                              |
| 930                                        | (Filler) A Mulher na Janela! (Parte 2)                                                                    | 09/02/2019                              |
| 931                                        | (Filler) O Tour Misterioso no Norte de Kyushu! (Parte 1)                                                  | 16/02/2019                              |
| 932                                        | (Filler) O Tour Misterioso no Norte de Kyushu! (Parte 2)                                                  | 23/02/2019                              |
| 933                                        | (Filler) O Caso do Sequestro do Cavalo Puro-Sangue! (Parte 1)                                             | 09/03/2019                              |
| 934                                        | (Filler) O Caso do Sequestro do Cavalo Puro-Sangue! (Parte 2)                                             | 16/03/2019                              |
| 935                                        | (Filler) A Vidente e os Três Clientes!                                                                    | 23/03/2019                              |
| 936                                        | (Filler) A Conspiração na Praça de Alimentação!                                                           | 13/04/2019                              |
| 937                                        | (Filler) O Punho Assassino do Gigante Talos! (Parte 1)                                                    | 20/04/2019                              |
| 938                                        | (Filler) O Punho Assassino do Gigante Talos! (Parte 2)                                                    | 27/04/2019                              |
| 939                                        | (Filler) A Perigosa Viagem de Escavação de Fósseis!                                                       | 04/05/2019                              |
| 940                                        | (Filler) A Namorada Desaparecida!                                                                         | 11/05/2019                              |
| 941                                        | Encontrem a Maria-chan! (Parte 1)                                                                         | 01/06/2019                              |
| 942                                        | Encontrem a Maria-chan! (Parte 2)                                                                         | 08/06/2019                              |
| 943                                        | (Filler) Tokyo Barls Collection                                                                           | 15/06/2019                              |
| 944                                        | (Filler) O Custo dos Likes! (Parte 1)                                                                     | 22/06/2019                              |
| 945                                        | (Filler) O Custo dos Likes! (Parte 2)                                                                     | 29/06/2019                              |
| 946                                        | (Filler) As Lágrimas de Borgia, a Joia Amaldiçoada! (Parte 1)                                             | 13/07/2019                              |
| 947                                        | (Filler) As Lágrimas de Borgia, a Joia Amaldiçoada! (Parte 2)                                             | 20/07/2019                              |
| 948                                        | (Filler) O Homem Esmagado pelo Dinossauro!                                                                | 27/07/2019                              |
| 949                                        | (Filler) A Sessão de Perguntas e Preocupações da Rádio (Parte do Desafio)                                 | 03/08/2019                              |
| 950                                        | (Filler) A Sessão de Perguntas e Preocupações da Rádio (Parte da Solução)                                 | 10/08/2019                              |
| 951                                        | (Filler) A Livraria Assobiante 2!                                                                         | 17/08/2019                              |
| 952                                        | O Caso Não Resolvido do Cocktail (Parte 1)                                                                | 31/08/2019                              |
| 953                                        | O Caso Não Resolvido do Cocktail (Parte 2)                                                                | 07/09/2019                              |
| 954                                        | O Caso Não Resolvido do Cocktail (Parte 3)                                                                | 14/09/2019                              |
| 955                                        | (Filler) O Segredo do Homem-Inseto!                                                                       | 28/09/2019                              |
| 956                                        | (Filler) O Mistério da Resolução da Barca! (Parte 1)                                                      | 12/10/2019                              |
| 957                                        | (Filler) O Mistério da Resolução da Barca! (Parte 2)                                                      | 19/10/2019                              |
| 958                                        | (Filler) O Poodle e a Escopeta (Parte 1)                                                                  | 09/11/2019                              |
| 959                                        | (Filler) O Poodle e a Escopeta (Parte 2)                                                                  | 16/11/2019                              |
| 960                                        | (Filler) Senhora Sozinha e os Garotos Detetives!                                                          | 23/11/2019                              |
| 961                                        | (Filler) O Mistério Glamping!                                                                             | 30/11/2019                              |
| 962                                        | (Filler) A Grande Palestra de Mouri Kogorou! (Parte 1)                                                    | 07/12/2019                              |
| 963                                        | (Filler) A Grande Palestra de Mouri Kogorou! (Parte 2)                                                    | 14/12/2019                              |
| 964                                        | (Filler) A Grande Palestra de Mouri Kogorou! (Parte 3)                                                    | 21/12/2019                              |
| 25ª TEMPORADA (2020) - Episódios 965~992   | |                                         |
| #####                                      | TÍTULO TRADUZIDO                                                                                          | Estreia                                 |
| 965                                        | (Filler) Kaiju Gomera vs. Kamen Yaiba (Prólogo)                                                           | 04/01/2020                              |
| 966                                        | (Filler) Kaiju Gomera vs. Kamen Yaiba (Interlúdio)                                                        | 11/01/2020                              |
| 967                                        | (Filler) Kaiju Gomera vs. Kamen Yaiba (Clímax)                                                            | 18/01/2020                              |
| 968                                        | (Filler) Kaiju Gomera vs. Kamen Yaiba (Final)                                                             | 25/01/2020                              |
| 969                                        | (Filler) A Viagem de Mistério da Jovem Senhora Kaga (Parte 1)                                             | 15/02/2020                              |
| 970                                        | (Filler) A Viagem de Mistério da Jovem Senhora Kaga (Parte 2)                                             | 22/02/2020                              |
| 971                                        | Alvo: Departamento de Trânsito da Polícia Metropolitana (Parte 1)                                         | 07/03/2020                              |
| 972                                        | Alvo: Departamento de Trânsito da Polícia Metropolitana (Parte 2)                                         | 14/03/2020                              |
| 973                                        | Alvo: Departamento de Trânsito da Polícia Metropolitana (Parte 3)                                         | 21/03/2020                              |
| 974                                        | Alvo: Departamento de Trânsito da Polícia Metropolitana (Parte 4)                                         | 28/03/2020                              |
| 975                                        | (Filler) O Segredo da Busca pela sua Esposa!                                                              | 04/07/2020                              |
| 976                                        | (Filler) Siga-os! Detetive Táxi!                                                                          | 18/07/2020                              |
| 977                                        | (Filler) O Aquário Quebrado                                                                               | 01/08/2020                              |
| 978                                        | (Filler) O Caso na Margem Oposta                                                                          | 15/08/2020                              |
| 979                                        | (Filler) Levando o Detetive pelo Nariz!                                                                   | 29/08/2020                              |
| 980                                        | (Filler) Um Encorajamento do Crime Perfeito!                                                              | 05/09/2020                              |
| 981                                        | (Filler) Bem Vindo ao Restaurante Bocchan (Parte 1)                                                       | 19/09/2020                              |
| 982                                        | (Filler) Bem Vindo ao Restaurante Bocchan (Parte 2)                                                       | 26/09/2020                              |
| 983                                        | Kid vs. Komei, os Lábios Visados (Parte 1)                                                                | 03/10/2020                              |
| 984                                        | Kid vs. Komei, os Lábios Visados (Parte 2)                                                                | 10/10/2020                              |
| 985                                        | (Filler) As Duas Faces (Parte 1)                                                                          | 24/10/2020                              |
| 986                                        | (Filler) As Duas Faces (Parte 2)                                                                          | 31/10/2020                              |
| 987                                        | (Filler) A Festa de Dissolução da Empresa                                                                 | 07/11/2020                              |
| 988                                        | (Filler) A Rixa das Garotas                                                                               | 14/11/2020                              |
| 989                                        | (Filler) O Caso do Diário Ilustrado da Ayumi                                                              | 05/12/2020                              |
| 990                                        | (Filler) A Tragédia Automática! (Parte 1)                                                                 | 12/12/2020                              |
| 991                                        | (Filler) A Tragédia Automática! (Parte 2)                                                                 | 19/12/2020                              |
| 992                                        | (Filler) Assassinato no Café do Centro                                                                    | 26/12/2020                              |
| 26ª TEMPORADA (2021) - Episódios 993~1032  | |                                         |
| #####                                      | TÍTULO TRADUZIDO                                                                                          | Estreia                                 |
| 993                                        | O Dublê Kyogoku Makoto (Parte 1)                                                                          | 09/01/2021                              |
| 994                                        | O Dublê Kyogoku Makoto (Parte 2)                                                                          | 16/01/2021                              |
| 995                                        | O Dublê Kyogoku Makoto (Parte 3)                                                                          | 23/01/2021                              |
| 996                                        | (Filler) O Sábio Falcão Esconde seus Crimes!                                                              | 30/01/2021                              |
| 997                                        | (Filler) Intriga no Vilarejo Sorriso                                                                      | 13/02/2021                              |
| 998                                        | (Filler) A Frigideira do Ódio                                                                             | 20/02/2021                              |
| 999                                        | (Filler) Bondade Problemática                                                                             | 27/02/2021                              |
| 1000                                       | (Reboot) O Caso do Assassinato do Piano Sonata! (Parte 1)                                                 | 06/03/2021                              |
| 1001                                       | (Reboot) O Caso do Assassinato do Piano Sonata! (Parte 2)                                                 | 13/03/2021                              |
| 1002                                       | (Filler) Mistério da Lixeira da Área Comercial Beika                                                      | 17/04/2021                              |
| 1003                                       | O Jogo Perfeito dos 36 Quadrados (Parte 1)                                                                | 24/04/2021                              |
| 1004                                       | O Jogo Perfeito dos 36 Quadrados (Parte 2)                                                                | 01/05/2021                              |
| 1005                                       | O Jogo Perfeito dos 36 Quadrados (Parte 3)                                                                | 08/05/2021                              |
| 1006                                       | (Filler) Quem Envenenou a Vítima?                                                                         | 15/05/2021                              |
| 1007                                       | (Filler) Em Busca de Vingança (Parte 1)                                                                   | 05/06/2021                              |
| 1008                                       | (Filler) Em Busca de Vingança (Parte 2)                                                                   | 12/06/2021                              |
| 1009                                       | (Filler) Coisa Perdida Tem Cheiro de Caso                                                                 | 19/06/2021                              |
| 1010                                       | (Filler) A Idol Cujo Sorriso Desapareceu                                                                  | 26/06/2021                              |
| 1011                                       | Caça ao Trevo nas Plantas Selvagens (Parte 1)                                                             | 10/07/2021                              |
| 1012                                       | Caça ao Trevo nas Plantas Selvagens (Parte 2)                                                             | 17/07/2021                              |
| 1013                                       | (Filler) O Homem que Amou Demais                                                                          | 24/07/2021                              |
| 1014                                       | (Filler) O Romancista Chamado de Rei Demônio                                                              | 31/07/2021                              |
| 1015                                       | (Filler) Tocaia!                                                                                          | 14/08/2021                              |
| 1016                                       | (Filler) O Caso do Atirador do Monotrilho (Parte 1)                                                       | 28/08/2021                              |
| 1017                                       | (Filler) O Caso do Atirador do Monotrilho (Parte 2)                                                       | 04/09/2021                              |
| 1018                                       | A Antiga Bandeja Não Pode Ser Escondida (Parte 1)                                                         | 11/09/2021                              |
| 1019                                       | A Antiga Bandeja Não Pode Ser Escondida (Parte 2)                                                         | 18/09/2021                              |
| 1020                                       | A Antiga Bandeja Não Pode Ser Escondida (Parte 3)                                                         | 25/09/2021                              |
| 1021                                       | (Filler) Rondo em Má Companhia                                                                            | 02/10/2021                              |
| 1022                                       | (Filler) Museu Amaldiçoado                                                                                | 09/10/2021                              |
| 1023                                       | (Filler) A Livraria Assobiante 3!                                                                         | 16/10/2021                              |
| 1024                                       | Desafio da Momiji Ooka (Parte 1)                                                                          | 30/10/2021                              |
| 1025                                       | Desafio da Momiji Ooka (Parte 2)                                                                          | 06/11/2021                              |
| 1026                                       | (Filler) A Testemunha Sem Palavras                                                                        | 13/11/2021                              |
| 1027                                       | (Filler) Além da Cortina                                                                                  | 20/11/2021                              |
| 1028                                       | (Filler) Balada da Mulher que Amava Bolo                                                                  | 27/11/2021                              |
| 1029                                       | Arco da História da Academia Rebelde de Polícia: CASO Matsuda Jinpei                                      | 04/12/2021                              |
| 1030                                       | (Filler) O Ano em Branco (Parte 1)                                                                        | 11/12/2021                              |
| 1031                                       | (Filler) O Ano em Branco (Parte 2)                                                                        | 18/12/2021                              |
| 1032                                       | (Filler) Mouri Ran, A Modelo                                                                              | 25/12/2021                              |
| 27ª TEMPORADA (2022) - Episódios 1033~1067 | |                                         |
| #####                                      | TÍTULO TRADUZIDO                                                                                          | Estreia                                 |
| 1033                                       | O Tabuleiro de Shogi do Taiko Meijin (Movimento de Abertura)                                              | 08/01/2022                              |
| 1034                                       | O Tabuleiro de Shogi do Taiko Meijin (Movimento Brilhante)                                                | 15/01/2022                              |
| 1035                                       | O Tabuleiro de Shogi do Taiko Meijin (Xeque-mate)                                                         | 22/01/2022                              |
| 1036                                       | (Filler) Apagão (Parte 1)                                                                                 | 29/01/2022                              |
| 1037                                       | (Filler) Apagão (Parte 2)                                                                                 | 05/02/2022                              |
| 1038                                       | Arco da História da Academia Rebelde de Polícia: CASO Date Wataru                                         | 12/03/2022                              |
| 1039                                       | (Filler) A Jack-o'-lantern Voadora                                                                        | 16/04/2022                              |
| 1040                                       | (Filler) O Caso do Diário Ilustrado da Ayumi 2                                                            | 23/04/2022                              |
| 1041                                       | (Filler) O Álibi Não Declarado                                                                            | 30/04/2022                              |
| 1042                                       | Arco da História da Academia Rebelde de Polícia: CASO Hagiwara Kenji                                      | 07/05/2022                              |
| 1043                                       | (Filler) A Figura da Vingança                                                                             | 14/05/2022                              |
| 1044                                       | (Filler) O Sinal Mortal da Sopa de Porco                                                                  | 21/05/2022                              |
| 1045                                       | A Festa de Aniversário da Punição Divina (Parte 1)                                                        | 04/06/2022                              |
| 1046                                       | A Festa de Aniversário da Punição Divina (Parte 2)                                                        | 11/06/2022                              |
| 1047                                       | (Filler) O Jogo Estranho da Ovelha Vermelha (Parte 1)                                                     | 18/06/2022                              |
| 1048                                       | (Filler) O Jogo Estranho da Ovelha Vermelha (Parte 2)                                                     | 25/06/2022                              |
| 1049                                       | (Filler) A Ameaça à Carreira Policial de Megure                                                           | 09/07/2022                              |
| 1050                                       | (Filler) Intriga na Mansão Morikawa (Parte 1)                                                             | 16/07/2022                              |
| 1051                                       | (Filler) Intriga na Mansão Morikawa (Parte 2)                                                             | 23/07/2022                              |
| 1052                                       | (Filler) O Teste de Coragem dos Jovens Detetives                                                          | 30/07/2022                              |
| 1053                                       | A Faísca que Caiu no Rancho (Parte 1)                                                                     | 06/08/2022                              |
| 1054                                       | A Faísca que Caiu no Rancho (Parte 2)                                                                     | 13/08/2022                              |
| 1055                                       | (Filler) A Vingança do Fantasma                                                                           | 03/09/2022                              |
| 1056                                       | (Filler) Quero Meu Marido de Volta                                                                        | 17/09/2022                              |
| 1057                                       | (Filler) Pessoas Más                                                                                      | 24/09/2022                              |
| 1058                                       | (Filler) O Homem que Acampou na Delegacia                                                                 | 01/10/2022                              |
| 1059                                       | Okino Yoko e o Sótão Trancado (Parte 1)                                                                   | 08/10/2022                              |
| 1060                                       | Okino Yoko e o Sótão Trancado (Parte 2)                                                                   | 15/10/2022                              |
| 1061                                       | Arco da História da Academia Rebelde de Polícia: CASO Morofushi Hiromitsu                                 | 29/10/2022                              |
| 1062                                       | (Filler) A Espiral da Chuva e da Malícia                                                                  | 05/11/2022                              |
| 1063                                       | (Filler) O Alvo é o Avaliador de Galinhas                                                                 | 12/11/2022                              |
| 1064                                       | (Filler) O Último Amor da Senhora Sonhadora                                                               | 19/11/2022                              |
| 1065                                       | (Filler) Detetives não Dormem!                                                                            | 26/11/2022                              |
| 1066                                       | (Filler) Até que a Morte nos Separe!                                                                      | 03/12/2022                              |
| 1067                                       | (Filler) O Shopping Center em Emoção                                                                      | 24/12/2022                              |
| 28ª TEMPORADA (2023) - Episódios 1068~1108 | |                                         |
| #####                                      | TÍTULO TRADUZIDO                                                                                          | Estreia                                 |
| 1068                                       | (Filler) As Anotações do Detetive Tsuburaya Mitsuhiko                                                     | 07/01/2023                              |
| 1069                                       | (Filler) A Doce Voz Ouvida pelo Telefone                                                                  | 14/01/2023                              |
| 1070                                       | (Filler) A Surpresa que Levou à Tragédia!                                                                 | 21/01/2023                              |
| 1071                                       | O Show de Detetive de Kudou Yusaku (Parte 1)                                                              | 28/01/2023                              |
| 1072                                       | O Show de Detetive de Kudou Yusaku (Parte 2)                                                              | 04/02/2023                              |
| 1073                                       | (Filler) A Busca dos Jovens Detetives pelo Ladrão de Bolsas!                                              | 11/02/2023                              |
| 1074                                       | (Filler) O Confronto do Tour Misterioso do Fugu Cozido (Parte Mojiko & Kokura)                            | 18/02/2023                              |
| 1075                                       | (Filler) O Confronto do Tour Misterioso do Fugu Cozido (Parte Shimonoseki)                                | 25/02/2023                              |
| 1076                                       | (Filler) O Plano Secreto do CEO Carismático                                                               | 04/03/2023                              |
| R133                                       | Arco da História da Academia Rebelde de Polícia: CASO Furuya Rei                                          | 11/03/2023                              |
| 1077                                       | O Esquema da Organização Negra (Caçada)                                                                   | 25/03/2023                              |
| 1078                                       | O Esquema da Organização Negra (Desembarque)                                                              | 01/04/2023                              |
| 1079                                       | O Esquema da Organização Negra (Identidade)                                                               | 08/04/2023                              |
| 1080                                       | (Filler) Câmeras Mirando Haibara                                                                          | 15/04/2023                              |
| 1081                                       | (Filler) Meu Amado Cachorro Pan-kun é um Bom Menino!                                                      | 22/04/2023                              |
| 1082                                       | (Filler) O Beco da Triste Traição!                                                                        | 29/04/2023                              |
| 1083                                       | (Filler) Os Bastidores da Final da J League!                                                              | 13/05/2023                              |
| 1084                                       | (Filler) Os Homens Congelados!                                                                            | 20/05/2023                              |
| 1085                                       | O Encontro Infeliz (Parte 1)                                                                              | 03/06/2023                              |
| 1086                                       | O Encontro Infeliz (Parte 2)                                                                              | 10/06/2023                              |
| 1087                                       | (Filler) O Caso do Diário Ilustrado da Ayumi 3                                                            | 17/06/2023                              |
| 1088                                       | (Filler) A Infeliz e Suspeita Vítima!‎‎                                                                     | 24/06/2023                              |
| 1089                                       | (Filler) O Restaurante Genial                                                                             | 08/07/2023                              |
| 1090                                       | (Filler) O Culpado que Desapareceu na Cidade Adormecida                                                   | 15/07/2023                              |
| 1091                                       | (Filler) O Mistério no Dia das Garotas!                                                                   | 22/07/2023                              |
| 1092                                       | (Filler) Tocaia 2!                                                                                        | 29/07/2023                              |
| 1093                                       | A Cápsula do Tempo de Miyano Akemi (Parte 1)                                                              | 05/08/2023                              |
| 1094                                       | A Cápsula do Tempo de Miyano Akemi (Parte 2)                                                              | 12/08/2023                              |
| 1095                                       | (Filler) O Sonho do Homem Desaparecido                                                                    | 02/09/2023                              |
| 1096                                       | (Filler) As Anotações do Detetive Tsuburaya Mitsuhiko 2                                                   | 09/09/2023                              |
| 1097                                       | (Filler) Eu Fiz Isso?                                                                                     | 16/09/2023                              |
| 1098                                       | Hagiwara Chihaya, Deusa do Vento (Parte 1)                                                                | 23/09/2023                              |
| 1099                                       | Hagiwara Chihaya, Deusa do Vento (Parte 2)                                                                | 30/09/2023                              |
| 1100                                       | (Filler) Os Problemáticos 20 Milhões de Ienes                                                             | 14/10/2023                              |
| 1101                                       | (Filler) Orgulho do Homem Imortal                                                                         | 21/10/2023                              |
| 1102                                       | (Filler) O Akabeko e os Três Homens de Sorte!                                                             | 04/11/2023                              |
| 1103                                       | (Filler) O Romance Adolescente que Cheira como Culpa!                                                     | 11/11/2023                              |
| 1104                                       | (Filler) O Verdadeiro Culpado está em Fuga!                                                               | 18/11/2023                              |
| 1105                                       | Kid vs. Amuro: A Franja da Rainha (Parte 1)                                                               | 02/09/2023                              |
| 1106                                       | Kid vs. Amuro: A Franja da Rainha (Parte 2)                                                               | 09/12/2023                              |
| 1107                                       | (Filler) Armaram para Mim!                                                                                | 16/12/2023                              |
| 1108                                       | (Filler) O Segredo Escondido pelas Cartas                                                                 | 23/12/2023                              |
| 29ª TEMPORADA (2024) - Episódios 1109~1147 | |                                         |
| #####                                      | TÍTULO TRADUZIDO                                                                                          | Estreia                                 |
| 1109                                       | Takagi, Date e a Promessa do Caderno (Parte 1)                                                            | 06/01/2024                              |
| 1110                                       | Takagi, Date e a Promessa do Caderno (Parte 2)                                                            | 13/01/2024                              |
| 1111                                       | (Filler) Máquina de Rube Goldberg (Parte 1)                                                               | 20/01/2024                              |
| 1112                                       | (Filler) Máquina de Rube Goldberg (Parte 2)                                                               | 27/01/2024                              |
| 1113                                       | (Filler) Sua Última Refeição                                                                              | 03/02/2024                              |
| 1114                                       | (Filler) A Sensação Escondida                                                                             | 10/02/2024                              |
| 1115                                       | O Encontro de Chihaya e Jugo (Parte 1)                                                                    | 02/03/2024                              |
| 1116                                       | O Encontro de Chihaya e Jugo (Parte 2)                                                                    | 09/03/2024                              |
| 1117                                       | (Filler) Mouri Ran, A Professora de Karatê                                                                | 16/03/2024                              |
| 1118                                       | (Filler) O Mistério no Dia das Garotas 2!                                                                 | 23/03/2024                              |
| 1119                                       | (Filler) A Reunião de Classe de Quatro Pessoas                                                            | 06/04/2024                              |
| 1120                                       | (Filler) O Mistério do Tesouro Perdido!                                                                   | 13/04/2024                              |
| 1121                                       | (Filler) O Perigoso Campo de Melões!                                                                      | 27/04/2024                              |
| 1122                                       | (Filler) Tocaia 3!                                                                                        | 04/05/2024                              |
| 1123                                       | O Corpo na Fronteira de Gunma-Nagano (Parte 1)                                                            | 11/05/2024                              |
| 1124                                       | O Corpo na Fronteira de Gunma-Nagano (Parte 2)                                                            | 18/05/2024                              |
| 1125                                       | (Filler) O Caso do Diário Ilustrado da Ayumi 4                                                            | 01/06/2024                              |
| 1126                                       | (Filler) O Detetive que Perdeu a Cabeça                                                                   | 08/06/2024                              |
| 1127                                       | (Filler) A Sala de Interrogatório 2!                                                                      | 15/06/2024                              |
| 1128                                       | (Filler) Conan e Megure: Os Dois Reféns (Parte 1)                                                         | 22/06/2024                              |
| 1129                                       | (Filler) Conan e Megure: Os Dois Reféns (Parte 2)                                                         | 29/06/2024                              |
| 1130                                       | A Suspeita de Infidelidade da Colaboração Tripla (Parte 1)                                                | 20/07/2024                              |
| 1131                                       | A Suspeita de Infidelidade da Colaboração Tripla (Parte 2)                                                | 03/08/2024                              |
| 1132                                       | (Filler) As Anotações do Detetive Tsuburaya Mitsuhiko 3                                                   | 17/08/2024                              |
| 1133                                       | (Filler) Melhor Marido!                                                                                   | 24/08/2024                              |
| 1134                                       | (Filler) O Infortúnio de Um Homem Positivo                                                                | 14/09/2024                              |
| 1135                                       | A Doce Armadilha de Ooka Momiji (Parte 1)                                                                 | 21/09/2024                              |
| 1136                                       | A Doce Armadilha de Ooka Momiji (Parte 2)                                                                 | 28/09/2024                              |
| 1137                                       | (Filler) O Segredo da Mudança de Sabor do Restaurante Popular                                             | 05/10/2024                              |
| 1138                                       | (Filler) A Base Policial Móvel                                                                            | 12/10/2024                              |
| 1139                                       | (Filler) A Irmã Incomodada por seu Irmão Travesso                                                         | 19/10/2024                              |
| 1140                                       | (Filler) O Mistério no Dia das Garotas 3!                                                                 | 02/11/2024                              |
| 1141                                       | (Filler) A Família Mouri de Guarda na Casa                                                                | 09/11/2024                              |
| 1142                                       | O Caso do Assassinato na Mansão Ranpo (Parte 1)                                                           | 16/11/2024                              |
| 1143                                       | O Caso do Assassinato na Mansão Ranpo (Parte 2)                                                           | 23/11/2024                              |
| 1144                                       | O Caso do Bombardeio de Hotéis em Série (Parte 1)                                                         | 07/12/2024                              |
| 1145                                       | O Caso do Bombardeio de Hotéis em Série (Parte 2)                                                         | 14/12/2024                              |
| 1146                                       | (Filler) A Livraria Assobiante 4!                                                                         | 21/12/2024                              |
| 1147                                       | (Filler) Tocaia 4!                                                                                        | 28/12/2024                              |
| 30ª TEMPORADA (2025) - Episódios 1148~     | |                                         |
| #####                                      | TÍTULO TRADUZIDO                                                                                          | Estreia                                 |
| 1148                                       | Os Jovens Detetives e Os Dois Líderes (Parte 1)                                                           | 04/01/2025                              |
| 1149                                       | Os Jovens Detetives e Os Dois Líderes (Parte 2)                                                           | 11/01/2025                              |
| 1150                                       | Kaitou Kid e o Truque da Coroa (Parte 1)                                                                  | 18/01/2025                              |
| 1151                                       | Kaitou Kid e o Truque da Coroa (Parte 2)                                                                  | 25/01/2025                              |
| 1152                                       | (Filler) Última Dança                                                                                     | 08/02/2025                              |
| 1153                                       | (Filler) A Deusa da Montanha Yakushima (Parte 1)                                                          | 15/02/2025                              |
| 1154                                       | (Filler) A Deusa da Montanha Yakushima (Parte 2)                                                          | 22/02/2025                              |
| 1155                                       | (Filler) Siga-os! Detetive Táxi 2!                                                                        | 01/03/2025                              |
| 1156                                       | (Filler) O Mistério de Ishikawa Yorumasshi (Parte 1)                                                      | 08/03/2025                              |
| 1157                                       | (Filler) O Mistério de Ishikawa Yorumasshi (Parte 2)                                                      | 15/03/2025                              |
| 1158                                       | (Filler) Os Jovens Detetives e a Amada Casa Velha                                                         | 12/04/2025                              |
| 1159                                       | (Filler) O Paradeiro do Adeus                                                                             | 19/04/2025                              |
| 1160                                       | (Filler) Quando o Som do Shishi-odoshi Ecoa                                                               | 26/04/2025                              |
| 1161                                       | (Filler) O Segredo da Pós-Imagem!                                                                         | 03/05/2025                              |
| 1162                                       | (Filler) O Caso do Diário Ilustrado da Ayumi 5                                                            | 10/05/2025                              |
| 1163                                       | (Filler) A Canção de Contagem Ouvida no Escuro                                                            | 17/05/2025                              |
| 1164                                       | A Verdade de 17 Anos Atrás (O Cavaleiro Manchado de Sangue)                                               | 07/06/2025                              |
| 1165                                       | A Verdade de 17 Anos Atrás (O Diabo Perspicaz)                                                            | 14/06/2025                              |
| 1166                                       | A Verdade de 17 Anos Atrás (O Bispo Visionário)                                                           | 21/06/2025                              |
| 1167                                       | A Verdade de 17 Anos Atrás (O Gambito da Rainha)                                                          | 28/06/2025                              |
| 1168                                       | (Filler) O Livro de Casos de Enguia do Genta                                                              | 19/07/2025                              |
| 1169                                       | O Mistério da Sala de Aula Devoradora de Homens (Parte 1)                                                 | 26/07/2025                              |
| 1170                                       | O Mistério da Sala de Aula Devoradora de Homens (Parte 2)                                                 | 02/08/2025                              |